# Серафимович (город)
Серафимо́вич — город (с 1933 года) в России, административный центр Серафимовичского района Волгоградской области. Образует городское поселение город Серафимович.

## Физико-географическая характеристика

### Географическое положение
Серафимович находится в степной зоне, в пределах Окско-Донской равнины, являющейся частью Восточно-Европейской равнины, на правом, высоком, берегу реки Дон, примерно в 11 км ниже устья реки Медведица и в 45 км ниже устья реки Хопёр. Средняя высота населённого пункта около 101 метра над уровнем моря, минимальная высота составляет 43 м, а максимальная —  201 м. На противоположном, пологом, берегу Дона — пойменные луга.

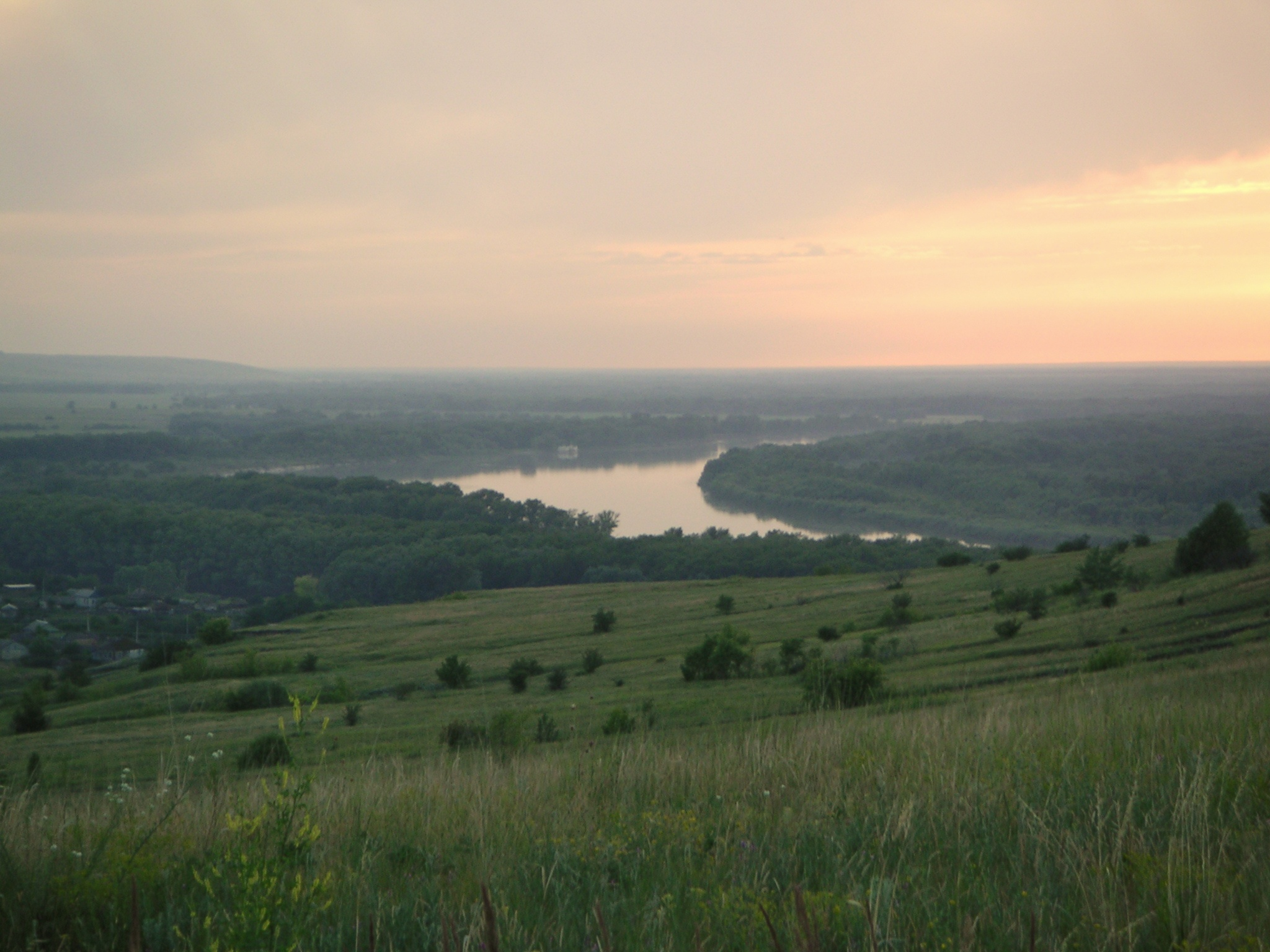
Дон в окрестностях Серафимовича

Почвы — пойменные слабокислые и нейтральные.
Город находится на территории Усть-Медведицкого природного парка. Парк создан для сохранения уникальных природных и историко-культурных ценностей региона. Он охватывает территорию около 53 тысяч гектаров, включая пойму реки Дон и его притоков Медведицы и Хопра.
Серафимович, как и вся Волгоградская область, находится в часовой зоне МСК (московское время). Смещение применяемого времени относительно UTC составляет +3:00.

### Климат
Климат города относится к умеренно континентальному типу (согласно классификации климатов Кёппена — Dfa). Этот тип климата характерен для южных регионов европейской части России и отличается ярко выраженной сезонностью, значительными годовыми колебаниями температур и неравномерным распределением осадков.
Среднегодовая температура воздуха в Серафимовиче составляет +9°C, что типично для степной зоны Нижнего Поволжья. Самым холодным месяцем является январь со средней температурой -5,7°C, а самым тёплым — июль, когда средняя температура достигает +24°C. В летние месяцы особенно заметны суточные перепады температур: днём воздух может прогреваться до +33°C, а ночью остывать до +18–22°C. Зимой температуры устойчиво держатся ниже нуля. По данным многолетних наблюдений, средняя температура воздуха в период с декабря по февраль варьируется от -2,3°C в декабре до -5,1°C в январе. Абсолютные минимумы температур, достигающие -17,7°C, фиксируются в феврале и связаны с влиянием холодных континентальных воздушных масс из Сибири.
Годовая норма осадков составляет 501 мм, что соответствует характеристикам полузасушливой зоны. Наибольшее количество осадков выпадает в июне (49 мм), а наименьшее — в августе (29 мм). Зимой преобладают осадки в виде снега, причём декабрь является наиболее снежным месяцем.
Среднегодовое атмосферное давление находится в диапазоне 753–759 мм рт. ст. и характеризуется незначительными сезонными колебаниями. Наиболее высокие значения давления наблюдаются в августе (759 мм рт. ст.), а самые низкие — в январе (753 мм рт. ст.).

Географическое положение города на правом берегу реки Дон формирует специфические микроклиматические условия, среди которых можно выделить смягчение температурных экстремумов благодаря влиянию реки, формирование местных бризов в тёплый период года и повышение влажности воздуха в пойменной зоне.
| Показатель                                       | Янв. | Фев. | Март | Апр. | Май  | Июнь | Июль | Авг. | Сен. | Окт. | Нояб. | Дек. |
| ------------------------------------------------ | ---- | ---- | ---- | ---- | ---- | ---- | ---- | ---- | ---- | ---- | ----- | ---- |
| Средний суточный максимум, °C                    | −3,3 | −2,1 | 4,6  | 14,6 | 21,8 | 26,2 | 28,9 | 28,6 | 21,2 | 12,4 | 4,1   | −0,9 |
| Средняя температура, °C                          | −5,7 | −5,1 | 0,6  | 9,5  | 16,7 | 21,3 | 24   | 23,3 | 16,4 | 8,6  | 1,5   | −2,9 |
| Средний суточный минимум, °C                     | −8,6 | −8,5 | −3,8 | 3,7  | 10,5 | 15,2 | 18,1 | 17,3 | 11,3 | 4,8  | −1,1  | −5,3 |
| Норма осадков, мм                                | 44   | 37   | 42   | 41   | 43   | 49   | 48   | 29   | 44   | 40   | 38    | 46   |
| Средняя влажность, %                             | 83%  | 81%  | 75%  | 63%  | 55%  | 52%  | 50%  | 46%  | 56%  | 68%  | 80%   | 82%  |
| Источник: «Climate Data» актуально на 01.01.2021 |      |      |      |      |      |      |      |      |      |      |       |      |

## История

### XVI - XVIII вв.
Серафимович имеет богатую историю, уходящую корнями в XVI век. Первые упоминания о поселении на месте современного города связаны с деятельностью казачьего атамана Ермака Тимофеевича.
Официальной датой основания станицы Усть-Медведицкой считается 1589 год. В этом году в официальных документах впервые упоминается городок Усть-Медведицкий на Дону (согласно описи актов, представленных полковником Кушнарёвым). В летописях городок Медведицкий также фигурирует в 1595 году, когда он успешно выдержал два нападения черкесов.
Следующее значимое упоминание относится к 1638 году. В этом году донской войсковой атаман М. И. Татаринов, направлявшийся по Дону с царским жалованьем из Москвы, получил в городке срочную грамоту из Азова о необходимости отправки казаков на помощь против крымских и ногайских татар.
К середине XVII века в окрестностях городка Медведицкого начали селиться казаки, уставшие от походов и сражений и решившие посвятить остаток жизни служению Богу. Они обустраивали кельи в крутояре на берегу Дона. Впоследствии на этом месте был основан Усть-Медведицкий Спасо-Преображенский монастырь, который стал важным духовным центром для казаков региона.

В 1708 году, в период правления Петра I, на Дону вспыхнуло крупное восстание казаков под предводительством К. А. Булавина. Это событие стало одним из наиболее значительных проявлений недовольства казачества политикой царской власти в начале XVIII века. Для подавления восстания Пётр I назначил командующим карательными войсками майора князя Ю. В. Долгорукова, которому было поручено беспощадно уничтожить очаги сопротивления. Царь издал указ, предписывавший жестоко расправиться с участниками восстания и пройти «огнём и мечом» по всем охваченным мятежом городкам Войска Донского. Текст указа гласил:
«Надлежит опустошить по Хопру с верху Пристанный по Бузулук, по Донцу с верху по Лугань. По Медведице – по Усть-Медведицкий, что на Дону…»
Публицист Ф. Д. Крюков в своём исследовании «Булавинский бунт» отмечал, что этот указ стал основой для карательных действий, приведших к значительному опустошению территорий Войска Донского.  

В 1712 году Пётр I, путешествуя по Дону, сделал запись в своём дневнике о городке Медведицком: 
«Да прошли реку Медведицу, впала в Дон с левой стороны, да городок Медведица же, стоит на левой стороне»
В 1713 году из-за частых разливов реки началось переселение жителей на правый, более возвышенный берег Дона, где ранее располагались базы для скота. Этот район города сохранил историческое название «Базы». Согласно преданию, первым поселенцем на новом месте стал монах Птахин, а овраг, разделяющий город на две части, до сих пор носит название «Птахин буерак».
На противоположной стороне от «Старого городка» находился курган Колесов, где, по преданию, преступников подвергали колесованию. Верхняя часть станицы, расположенная к западу, с прямыми и ровными улицами, получила название «Чистый двор» и стала местом проживания казачьей знати. Со временем здесь сформировалось отдельное поселение под названием «Клин», разделённое Птахиным буераком.

### XIX в.
В начале XIX века станица Усть-Медведицкая стала важным административным, культурным и торговым центром на Дону. В 1802 году она получила статус окружной станицы Войска Донского. Усть-Медведицкий округ занимал площадь около 18 тыс. км² (вчетверо больше современного Серафимовичского района) с населением примерно 250 тыс. человек, уступая по этим показателям лишь Второму Донскому округу.
Дон служил важной транспортной артерией, связывая станицу с другими населёнными пунктами, центральными регионами России и обеспечивая выход к Чёрному морю. Это способствовало превращению Усть-Медведицкой в крупный торговый центр. С середины XIX века местные ярмарки приобрели региональную известность, предлагая широкий ассортимент товаров — от строительных материалов до племенного скота. Зерно закупалось и экспортировалось баржами за границу. Регулярно проводились ярмарки:
- 6–9 января — во Владимирском лесу у монастыря на берегу Дона;
- 23 апреля — Преображенская ярмарка;
- 23–25 июня — ярмарка при монастыре;
- 6–11 августа — Спасская ярмарка на косе у устья Медведицы;
- 22–23 октября — ярмарка на базарной площади.

Развитие торговли стимулировало сельское хозяйство. Зажиточные казаки одними из первых в России начали использовать сельскохозяйственные машины, такие как косилки и сеялки.
В XIX веке Усть-Медведицкая  стала одним из центров образования на Дону. В 1803 году здесь открылось первое приходское училище, а в 1836 году — окружное четырёхклассное училище. В 1861 году на дворянском собрании Войска Донского было предложено учредить мужскую гимназию с пансионом, чтобы разгрузить образовательные учреждения Новочеркасска и уравновесить доступ к образованию между верхними и нижними станицами. Усть-Медведицкая была признана наиболее подходящим местом для размещения второго среднего учебного заведения на Дону. Гимназия на 250 учеников была учреждена в 1862 году и открыта 7 сентября 1863 года, на её содержание ежегодно выделялось 10 570 рублей из войскового капитала.
В 1862 году в станице также открылись Усть-Медведицкое духовное училище (переведённое из станицы Зотовской) и женское одноклассное приходское училище второго разряда. В последующие годы появились:

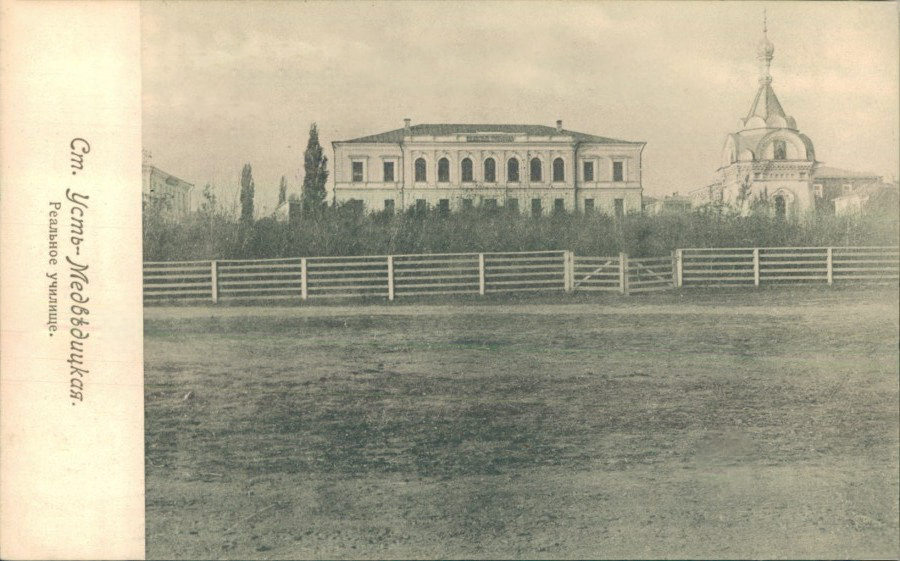
Реальное училище

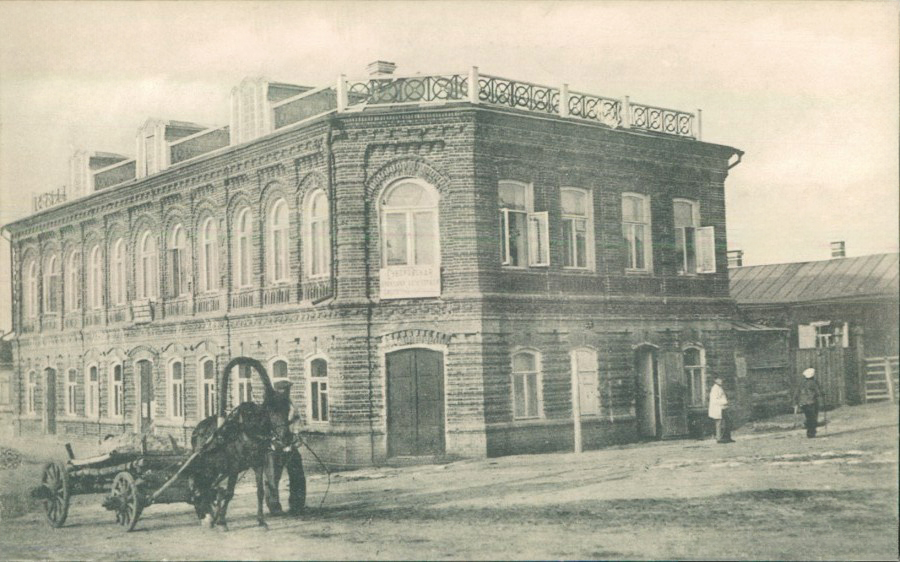
Суворовская читальня

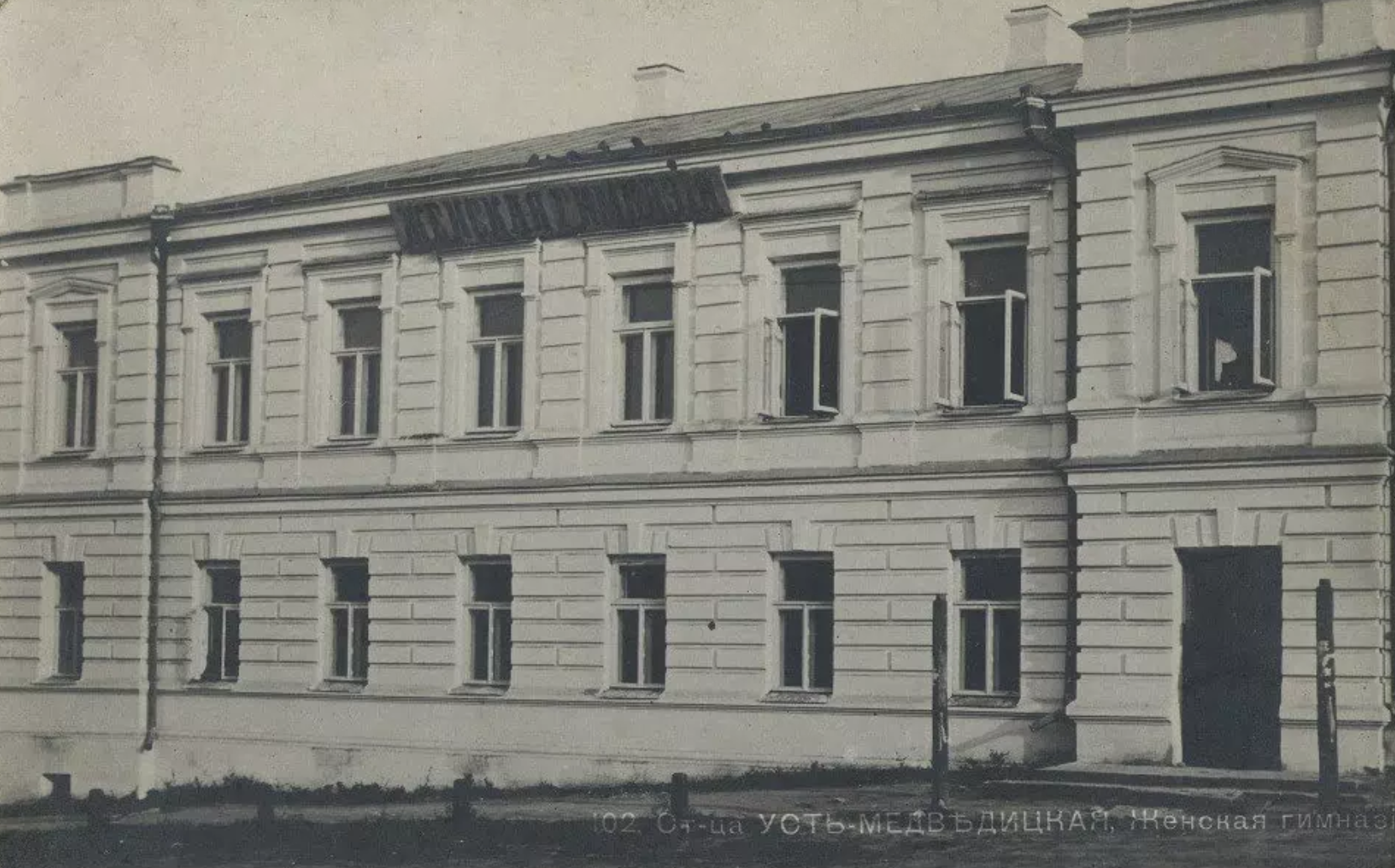
Женская гимназия

- 1875 год: женская гимназия (позже преобразована в четырёхклассное училище);
- 1891 год: военно-ремесленная школа;
- 1896 год: реальное училище.[19]

Также в станице действовали женское Мариинское училище, дававшее право преподавания в младших классах, и церковно-приходские школы.
В 1836 году в станице были созданы учреждения окружного управления в соответствии с положением 1835 года, а в 1874 году открыт окружной суд. Здесь размещались окружное управление со штабами пяти льготных казачьих полков, окружной суд и акцизное управление.
В 1888 году была построена каменная церковь во имя святого Александра Невского, также действовали три домовые церкви. Если в 1875 году в станице насчитывалось лишь пять каменных домов, то к концу XIX века их число выросло до 119. Появились керосиновое освещение, водопровод, общественный сад с ротондой и музыкой. Вода подавалась из Дона с помощью паровых водоподъёмных машин. Перестройка станицы велась в основном за счёт купцов, помещиков и чиновников, получавших земельные участки в собственность, а также приезжих промышленников и казаков, занятых торговлей. Когда наступал период обучения детей, помещики и чиновники нередко покупали жилые дома у местных жителей станицы, перестраивали их и переезжали в Усть-Медведицкую на постоянное место жительства вместе с семьями, чтобы обеспечить своим детям доступ к образованию в местных учебных заведениях.
Несмотря на развитие инфраструктуры, размер станицы за 25 лет (с 1873 по 1898 год) почти не изменился: количество дворов выросло с 500 до 502, из которых 393 принадлежали казакам, а 109 — иногородним, платившим посаженную плату.

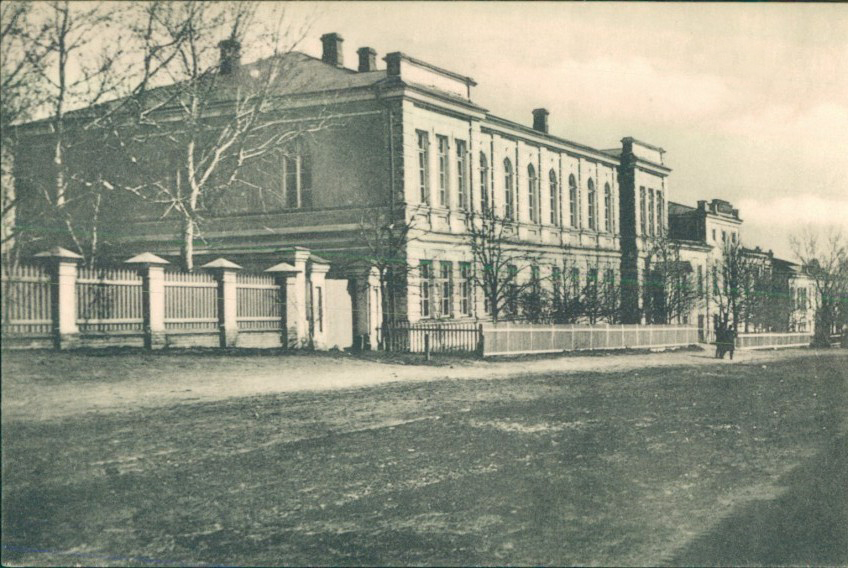
Окружной суд

Будучи окружной станицей, Усть-Медведицкая служила местом размещения ряда учреждений, требовавших значительных средств на содержание. Среди них:
- окружное управление со штабами пяти льготных казачьих полков;
- окружной суд;
- акцизное управление.

В годы экономического благополучия в станице велась активная торговля зерном, действовала пароходная пристань, а также ежедневно работал рынок сельскохозяйственной продукции. Доходы станицы формировались за счёт арендной платы за усадьбы для приезжих, рынки, торговые помещения и другие источники.
Однако, несмотря на значительные поступления, финансовое положение станицы оставалось нестабильным. К началу 1898 года в станичной казне находилось лишь 738 рублей 25 копеек, тогда как на обеспечение казаков, направлявшихся в первоочередные полки, требовалось около 3000 рублей. В кредитных учреждениях имелось 3500 рублей, однако долги беднейших жителей за подготовку к службе достигали 9036 рублей.
В 1873 году в станице насчитывалось 2117 дворов. Поголовье скота включало 4149 лошадей, 25 196 голов крупного рогатого скота и 35 025 овец. К 1898 году количество дворов увеличилось до 2569. Поголовье скота составило 3746 лошадей, 16 883 голов крупного рогатого скота, 13 427 овец и коз, 1500 свиней и 8 верблюдов.

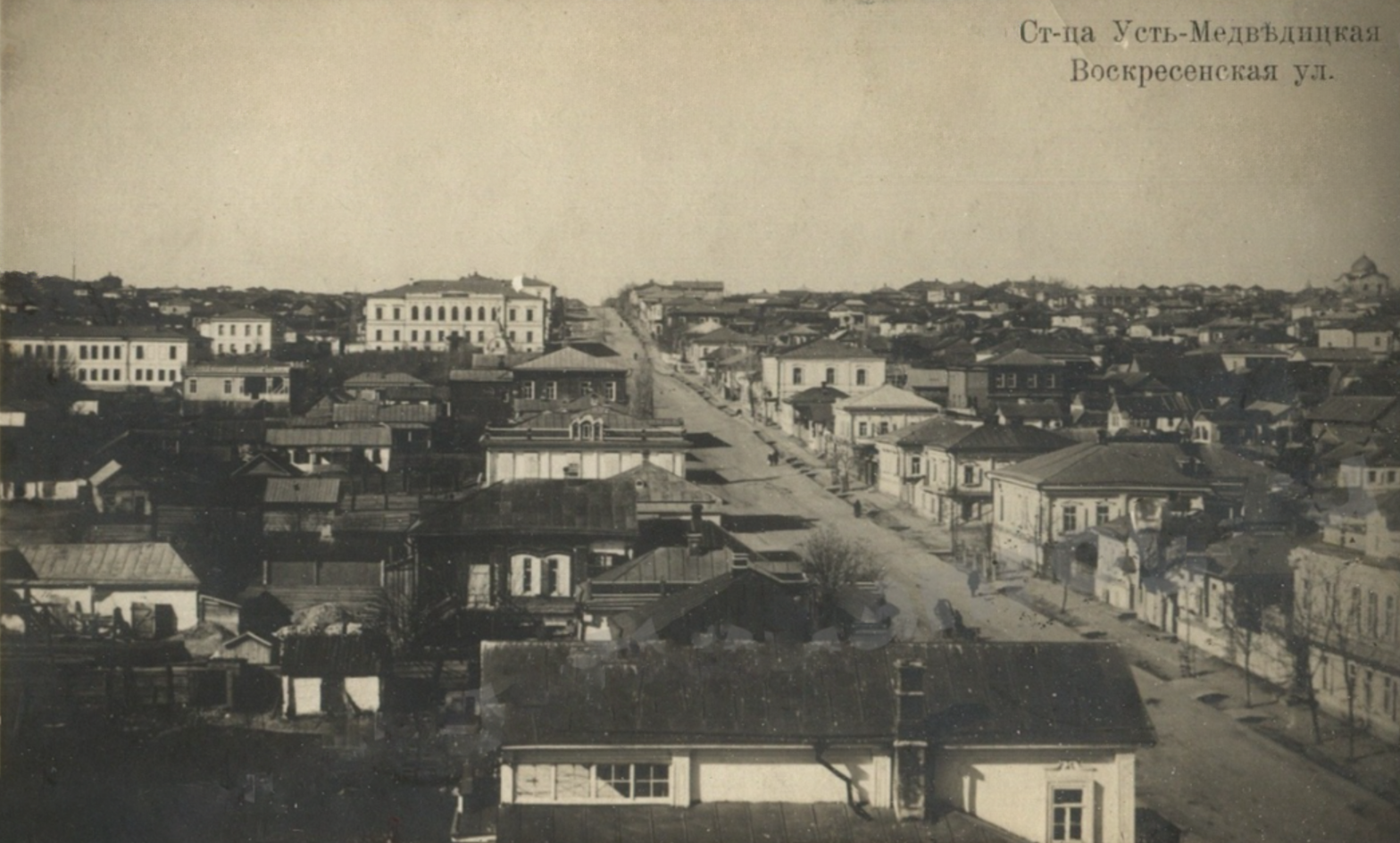
Улица Воскресенская

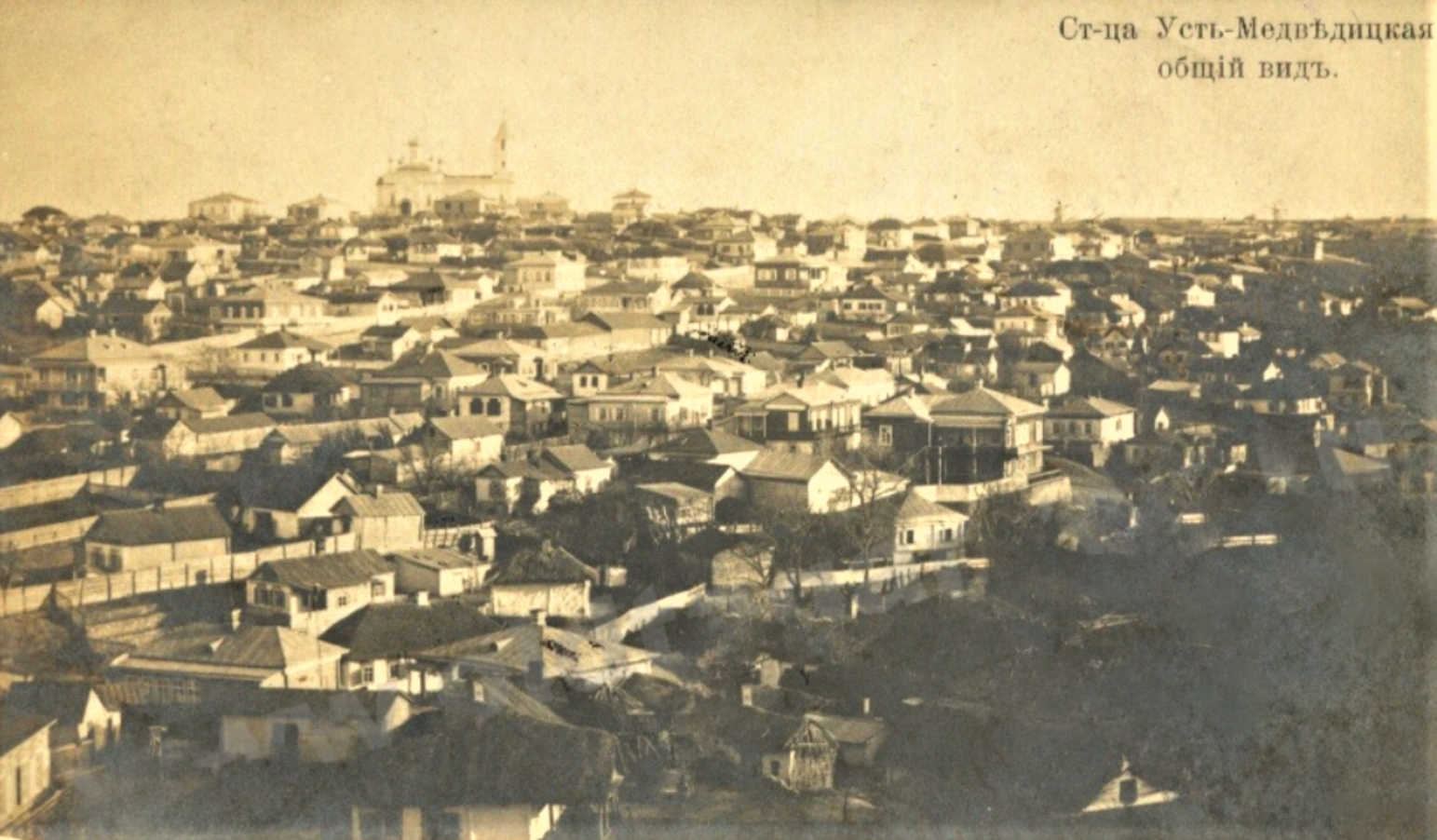
Общий вид

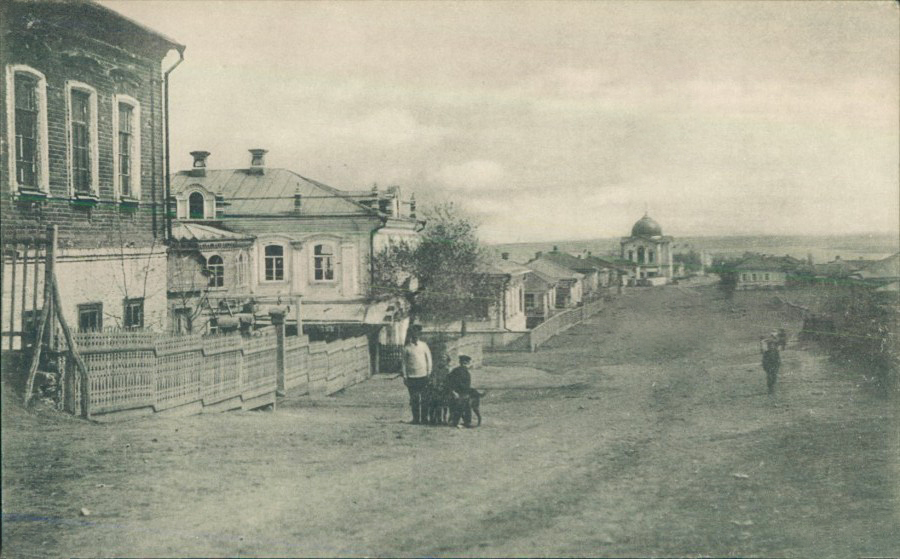
Верхняя площадь

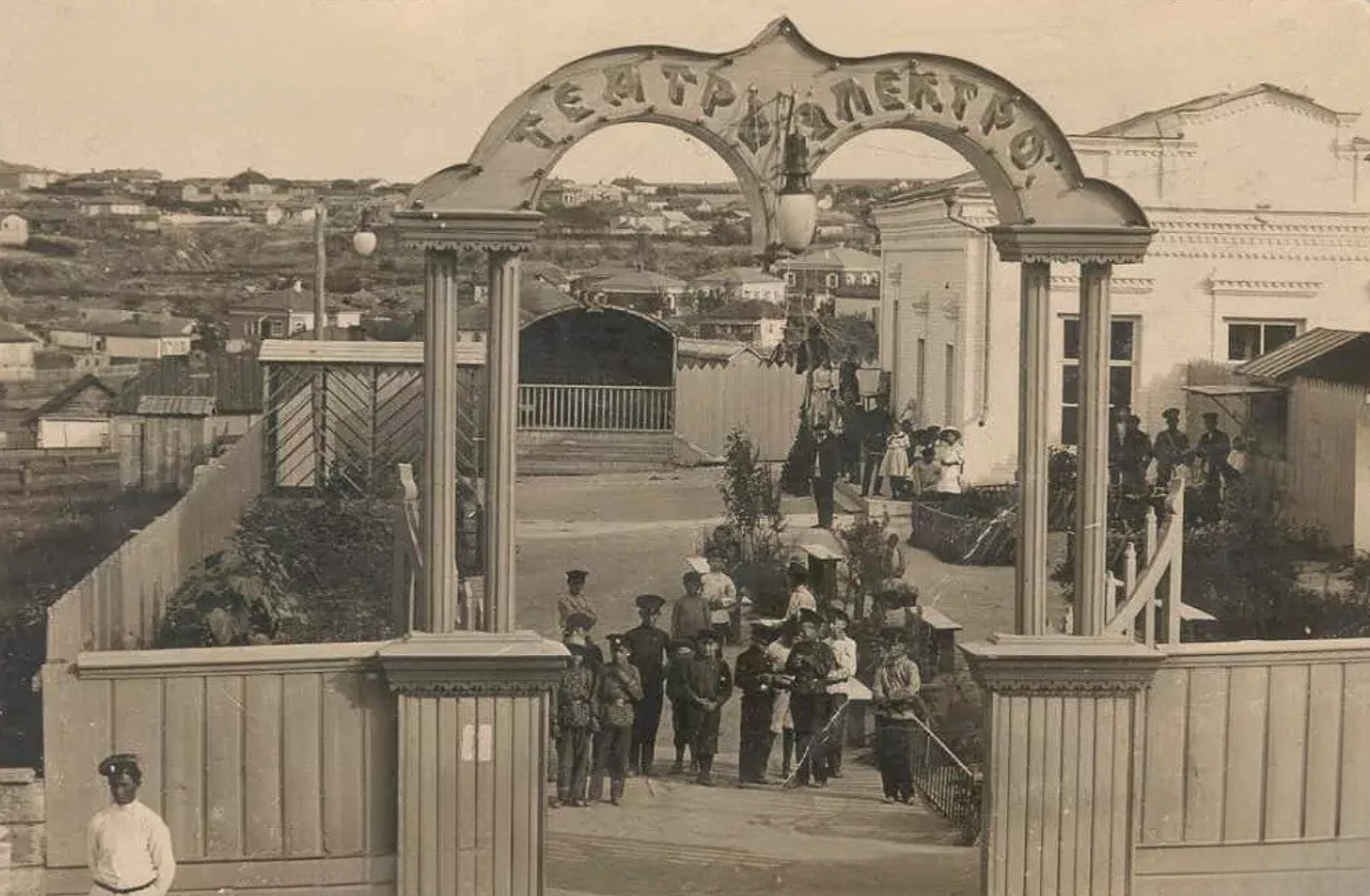
Театр Электро

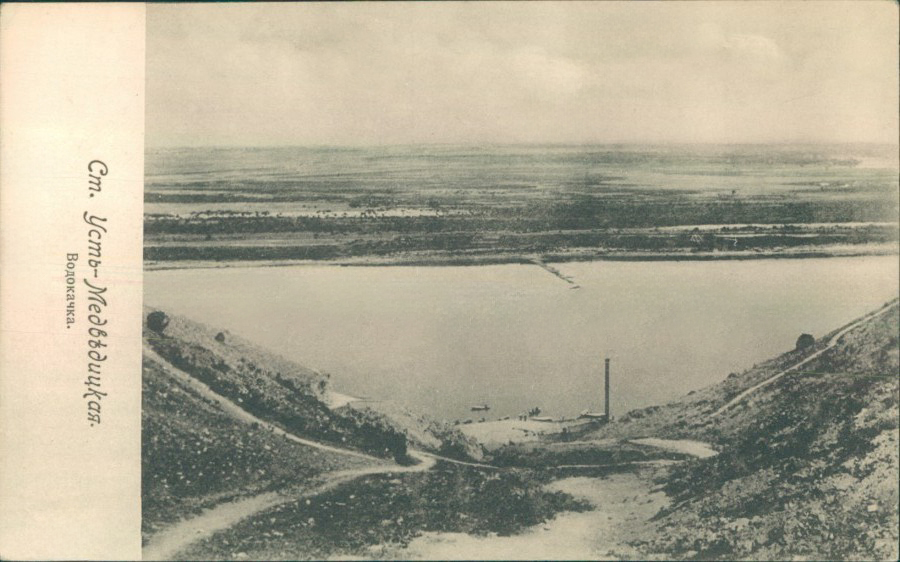
Водокачка

В станице действовали три мельницы, винокуренный, кожевенный и кирпичный заводы, винные склады, амбулатория, окружная больница на 25 коек и аптека. Также работали две типографии, водокачка, электростанция и почтовая контора. Усть-Медведицкая выделялась наличием театра и первого на Среднем Дону синематографа, что было редкостью для того времени.
К концу XIX века роль Усть-Медведицкой как торгового центра начала снижаться. Прокладка железной дороги Москва–Царицын обошла станицу стороной, что отрезало её от основных торгово-экономических путей. Прекращение навигации по Дону также способствовало утрате станицей статуса крупного торгового центра. Тем не менее, Усть-Медведицкая сохранила значение как культурный и образовательный центр региона благодаря развитой сети гимназий, училищ и других образовательных учреждений.

### Начало XX в.

#### Революция 1905 — 1907 гг.
В начале XX века станица Усть-Медведицкая оказалась в центре событий, связанных с революцией 1905 — 1907 годов и ростом протестных настроений среди казаков.

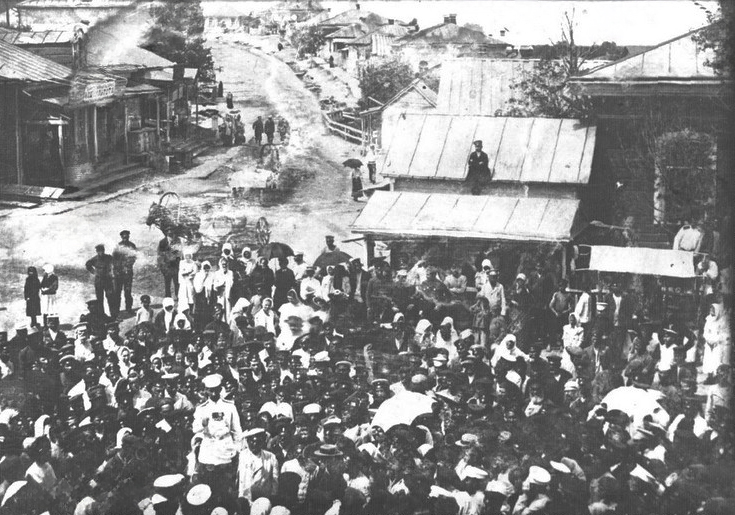
Митинг в станице Усть-Медведицкой в 1905 году. Выступление П. Агеева

18 июня 1906 года в станице состоялся общественный сход казаков Усть-Медведицкого округа, на котором было принято решение отказаться от выполнения полицейских функций и участия в новой мобилизации. Казаки выразили недовольство тем, что вместо охраны государственных границ их принуждают защищать имущество помещиков. С яркой речью в поддержку этого решения выступил будущий командарм Ф. К. Миронов, ставший фактическим лидером протеста.
На сходе казаки поручили Миронову, а также студенту Агееву и дьякону Бурыкину доставить свои требования в Санкт-Петербург к депутатам Государственной думы. В наказе, адресованном донским депутатам, казаки потребовали отставки правительства, «залившего страну кровью», изъятия казачьих земель у чиновников и помещиков с последующим наделением ими крестьян, а также защиты рабочих от произвола фабрикантов и заводчиков. Кроме того, они заявили, что вместо мобилизации казаков необходимо обеспечить продовольствием голодающих крестьян.

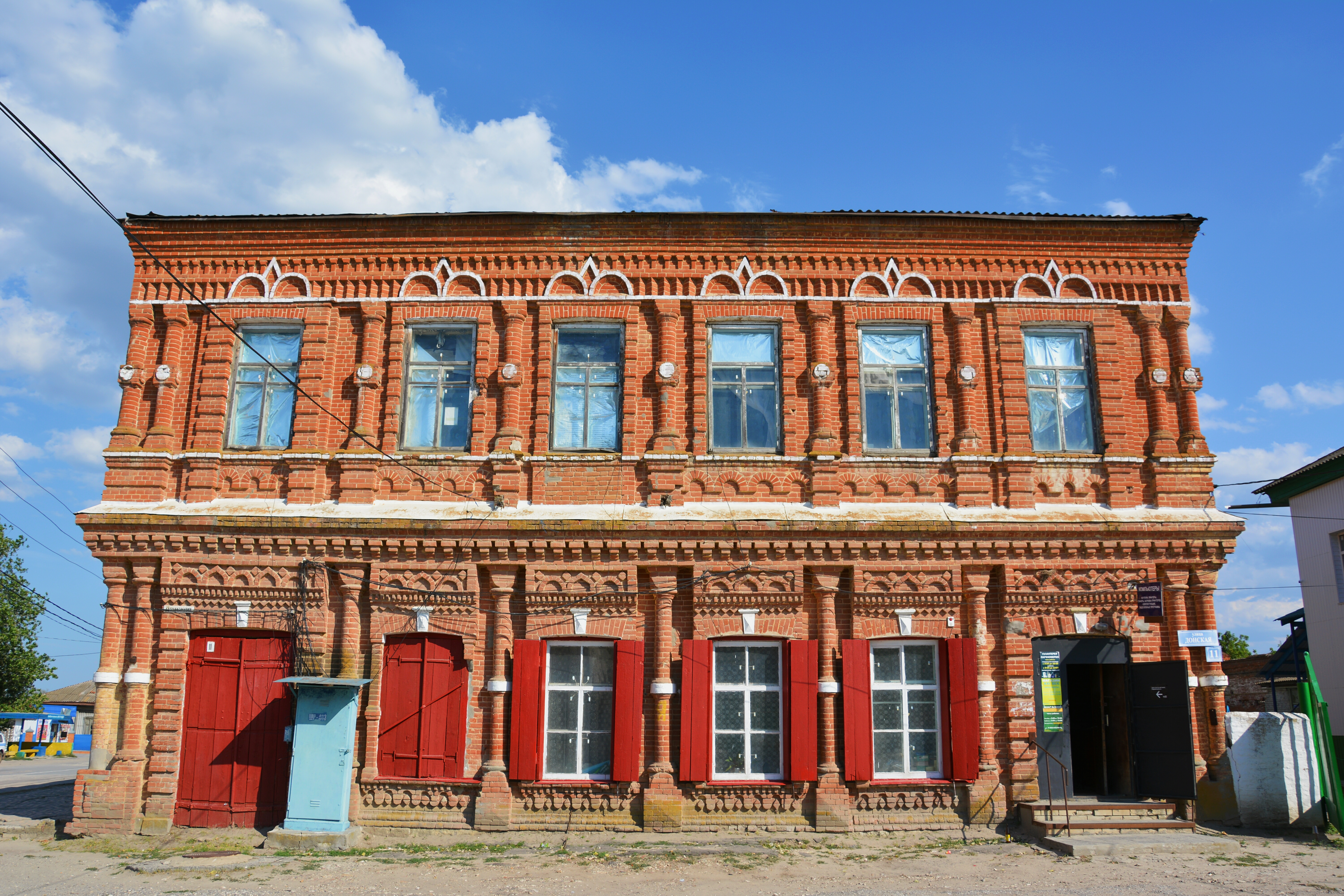
Дом начала XX века на вокзальной площади

По возвращении из столицы Миронов был арестован и заключён на гауптвахту в Новочеркасске. В ответ казаки Усть-Медведицкого округа собрали новый сход, на котором объявили окружного атамана заложником и потребовали освобождения Миронова, Агеева и Бурыкина. Под давлением протестующих власти уступили: мобилизация на полицейскую службу была отменена, а арестованные освобождены.

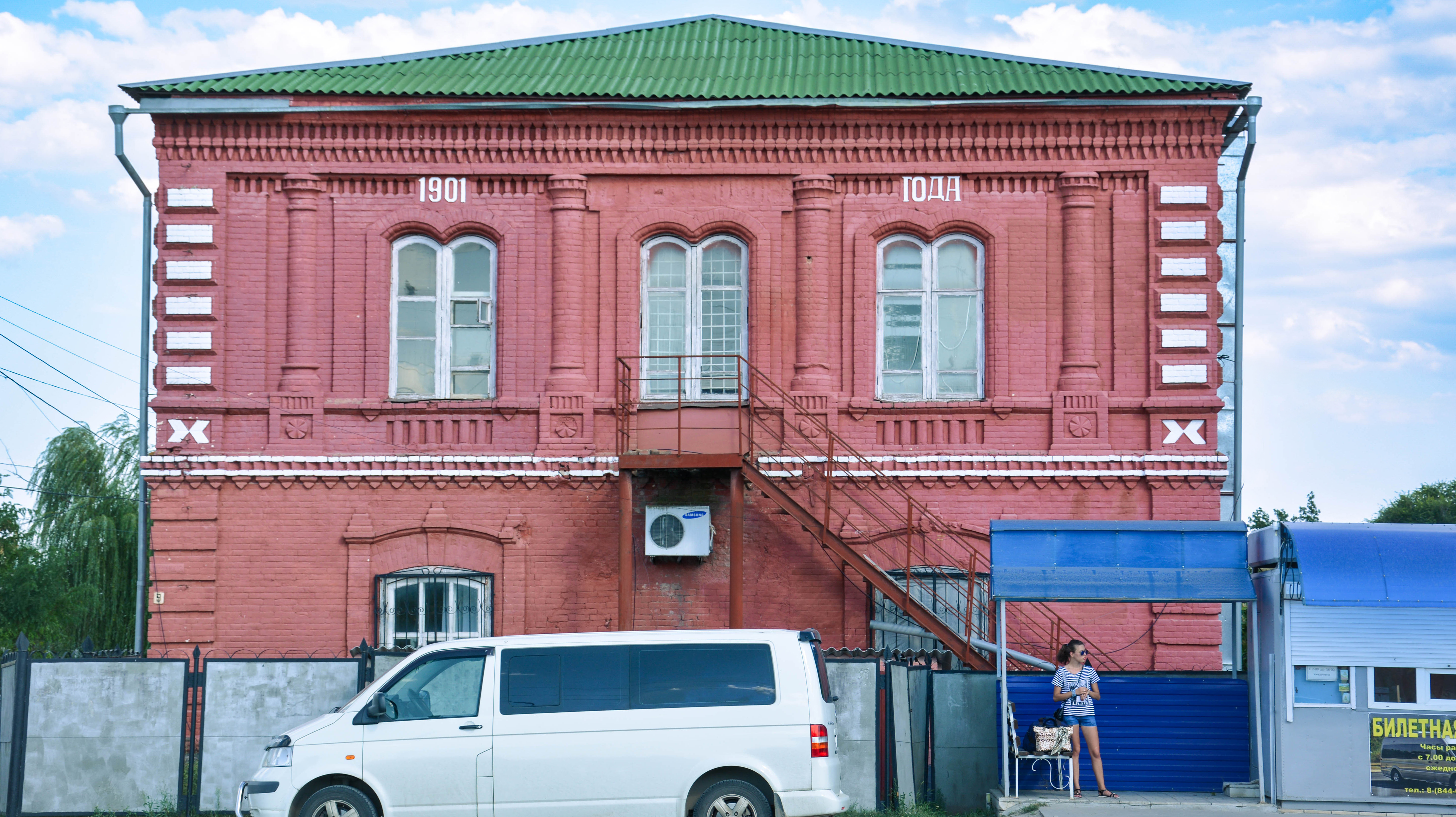
Дом 1901 года постройки на ул. Аверьянова

#### Контрреволюционный переворот и Гражданская война
После Февральской революции 1917 года станица Усть-Медведицкая вновь оказалась в центре политических и военных событий, определивших судьбу региона.
12 января 1918 года в станице был сформирован военно-революционный комитет (ВРК) во главе с С. Я. Рожковым, направленным из Михайловского ВРК. В марте 1918 года станица вошла в состав недавно созданной Советской Донской республики с центром в Новочеркасске. Первым председателем местного Совета народных комиссаров стал уроженец хутора Чеботаревский Ф. Г. Подтёлков.
На территории станицы разворачивалась ожесточённая борьба между различными политическими силами. Незадолго до Корниловского мятежа в северные округа Войска Донского прибыл генерал А. М. Каледин, новоизбранный атаман Войска Донского. Его целью было заручиться поддержкой казаков для выступления на стороне Л. Г. Корнилова и мобилизовать казачество на защиту интересов Донского Войска. Однако на митинге в Усть-Медведицкой Каледину решительно противостоял Ф.К. Миронов, которого поддержали фронтовики. Миронов осудил контрреволюционные планы Каледина и призвал к установлению советской власти.
В работе «Русская революция и гражданская война» В.И. Ленин писал по этому поводу:
«Каледин прямо ездил поднимать Дон, и все же Каледин массового движения никакого не поднял в «своём» крае, в оторванном от общерусской демократии казачьем крае!»
Ф. К. Миронов, вернувшись с фронта в январе 1918 года, возглавил бойцов 32-го Донского казачьего полка и стал одним из лидеров революционного движения в округе. Его призывы к созданию Красной Армии нашли отклик среди казаков, что привело к формированию революционных отрядов в регионе.
С установлением советской власти в станице произошли значительные изменения в общественной жизни. Были прекращены спектакли и концерты, вместо них проводились многочисленные собрания и митинги казаков. Среди новых порядков особое недовольство молодёжи вызвало закрытие местной газеты «Север Дона», которую заменил журнал «Муравей», публиковавший преимущественно высказывания советских лидеров и большевистские лозунги.
Антибольшевистские настроения усиливались, особенно среди учащихся местных учебных заведений. Во время пребывания Ф. К. Миронова в Усть-Медведицкой, когда, по свидетельствам, большевики устраивали пьянки, учащиеся реального училища тайно похищали винтовки и патроны, переправляя их в станицу Усть-Хопёрскую.
Группа гимназистов организовала заговор с целью дестабилизации работы военно-революционного комитета, планируя убийства должностных лиц. Первой целью стал председатель ВРК С. Я. Рожков. С 22 марта 1918 года подростки вели за ним наблюдение, и в ночь на 6 апреля гимназист 7-го класса Е. Подольский выстрелил Рожкову в затылок, когда тот возвращался домой. Несмотря на тяжёлое ранение, Рожков выжил, но утратил способность говорить.
Нападавшего опознала ученица Усть-Медведицкой женской гимназии Е. Городецкая. Подольский был арестован и помещён в одиночную камеру Усть-Медведицкой тюрьмы. Следствие, проведённое по делу, не смогло собрать достаточных доказательств вины подростка, и дело передали в народный суд. 21 апреля следователь допросил Подольского, требуя признания, а затем, избив его, выстрелил ему в голову. Убийство пытались скрыть, но надзиратель тюрьмы сообщил о случившемся матери погибшего. Новость быстро распространилась, и образ Подольского стал символом борьбы для учащихся. Это привело к массовым арестам, а часть офицеров, гимназистов и реалистов покинула станицу.
В ночь с 26 на 27 апреля 1918 года в хуторе Большом Усть-Хопёрской станицы состоялся Чрезвычайный съезд хуторов и станиц Усть-Медведицкого округа. Съезд постановил не подчиняться советской власти и объявил восстание с целью изгнания Красной гвардии. Командующим восставшими был назначен А. В. Голубинцев. Восставшие захватили станицу Усть-Медведицкую и начали мобилизацию. Был сформирован Усть-Медведицкий полк, включавший 12 конных и 2 пешие сотни, который поддерживали офицеры, учащаяся молодёжь и казаки-старики.
12 июня 1918 года в станице прошёл съезд представителей Усть-Медведицкого округа, целью которого было создание устойчивой власти. В память о защитниках округа мужская гимназия была переименована в «Усть-Медведицкую окружную гимназию имени павших за освобождение округа». Дети погибших и раненых казаков получили право на бесплатное обучение. Новым директором гимназии был назначен Ф. Д. Крюков.
К осени 1918 года антибольшевистские войска под командованием атамана П. Н. Краснова захватили почти весь Усть-Медведицкий округ. В газете «Донские ведомости» (№ 144 от 23 июня 1919 года) была опубликована заметка о визите английской миссии в Усть-Медведицкую. Один из её членов, майор Хадлстон Уильямсон, позже описал свои впечатления в книге воспоминаний «Прощание с Доном».
Согласно заметке, генерал В. И. Сидорин, направлявшийся на фронт, был восторженно встречен в станице. В Воскресенском соборе состоялось торжественное молебствие в честь успехов белогвардейских войск. После молебна прошёл парад гарнизона, а Сидорин выступил с речью, призвав к единству в борьбе с большевиками. Генерал также встретился с атаманами округа, посетил братские могилы павших казаков, где отслужил панихиду и возложил цветы. В Преображенском монастыре его приветствовала игуменья Святослава, а в хирургическом лазарете он наградил раненых Георгиевскими крестами.

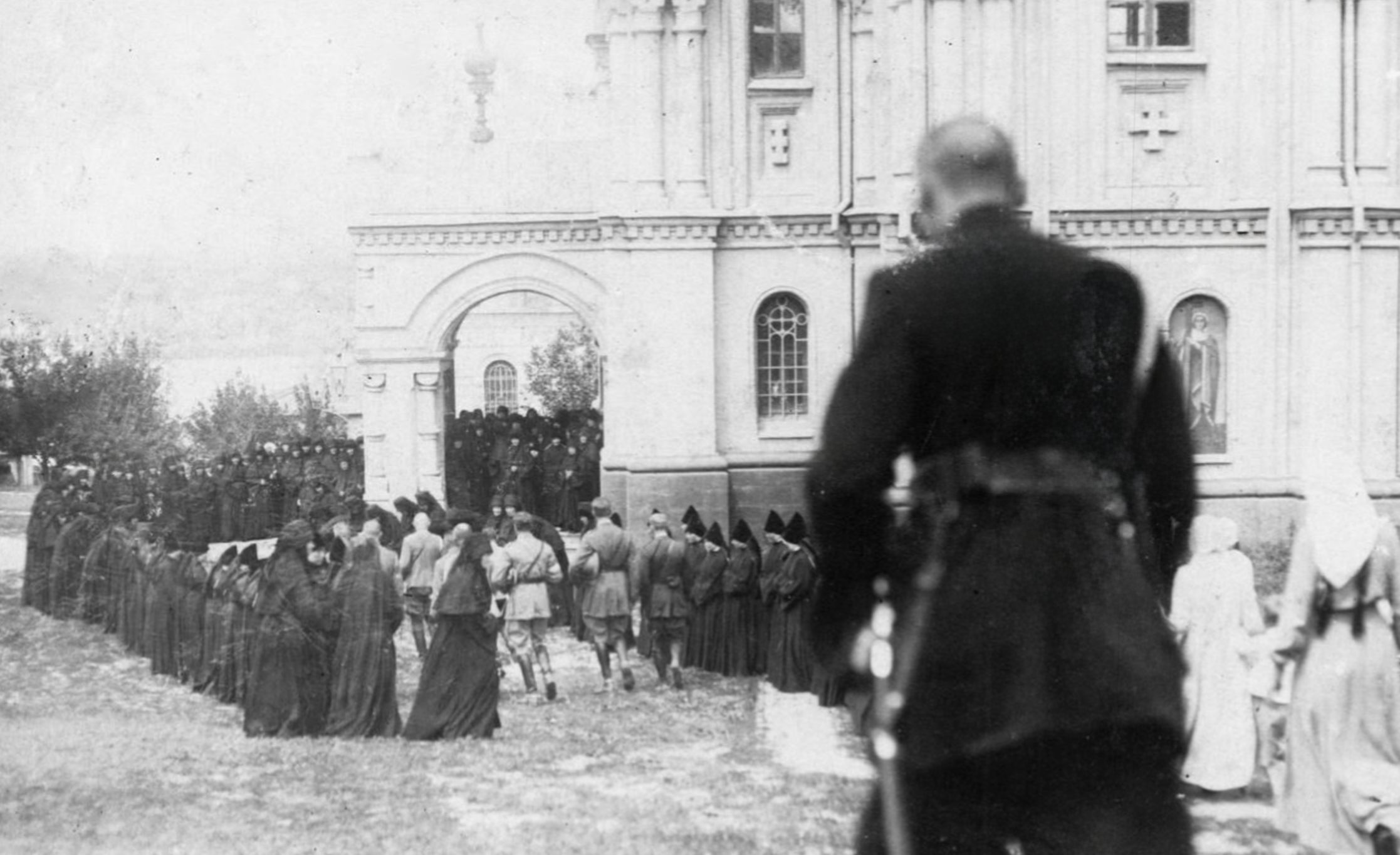
Офицеры британской военной миссии посещают Усть-Медведицкий Спасо-Преображенский монастырь

В ноябре 1919 года войска атамана Краснова были отброшены на юг и разгромлены. Власть на Дону перешла к белому генералу А. И. Деникину, который возглавил наступление на Москву. Однако его армия потерпела ряд поражений от Красной Армии и начала отступление на юг, постепенно теряя контроль над регионом.

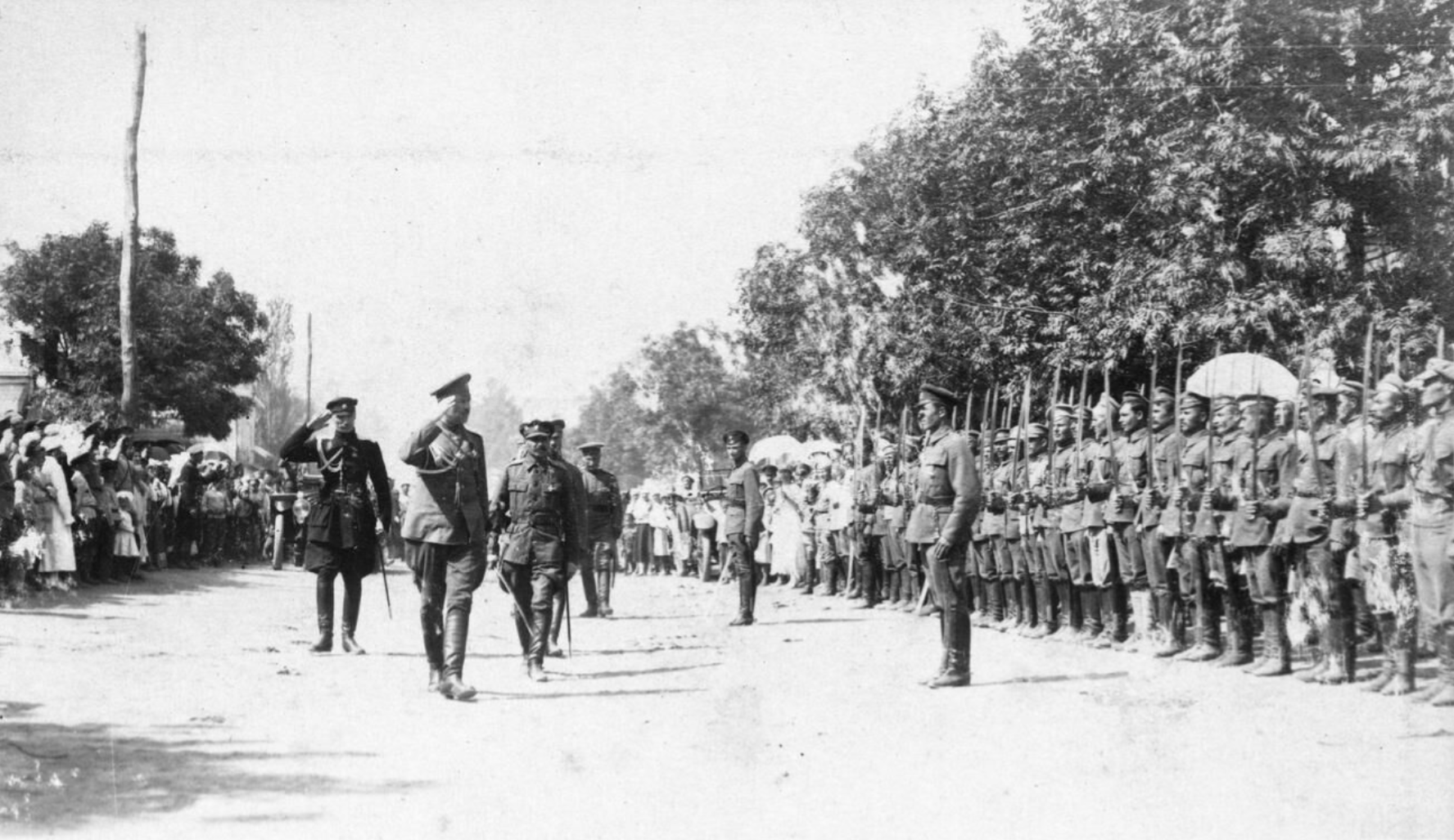
В. И. Сидорин инспектирует войска в станице Усть-Медведицкой

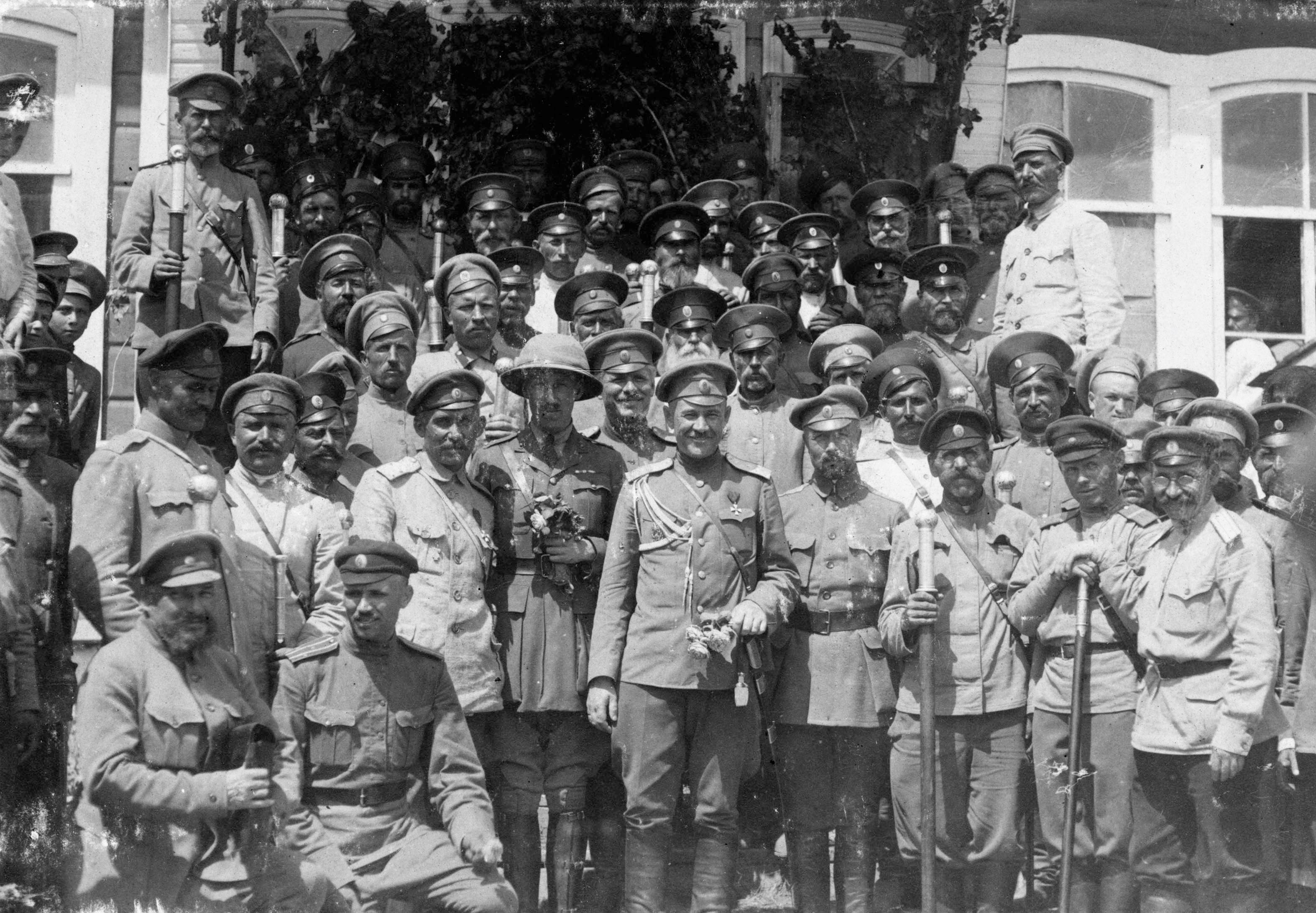
Фёдор Крюков и атаманы Усть-Медведицкого округа на встрече с В. И. Сидориным

С окончательным разгромом белогвардейских сил к концу 1919 года и отступлением Деникина на юг в Усть-Медведицком округе окончательно установилась советская власть.

### Межвоенный период (1922—1941 годы)
Сразу после Гражданской войны, в 1920 году, в станице Усть-Медведицкой и близлежащих хуторах начали формироваться первые комсомольские ячейки. Донские комсомольцы активно участвовали в борьбе с бандитизмом в составе частей особого назначения (ЧОН), а также в экспедициях продовольственных отрядов.
Параллельно с восстановлением сельского хозяйства в станице и округе развивалась социальная сфера. В частности, расширялась сеть медицинских и культурных учреждений. В станице были открыты педагогическое училище, автотранспортная школа и кинотеатр «Красная звезда». Также действовали три школы — средняя, неполная средняя и начальная, а для детей-сирот был организован детский дом.
В 1922 году в станице появилась первая сельскохозяйственная коммуна, которая впоследствии была преобразована в артель. В 1924 году были созданы сельскохозяйственное кредитное товарищество и первый пионерский отряд.

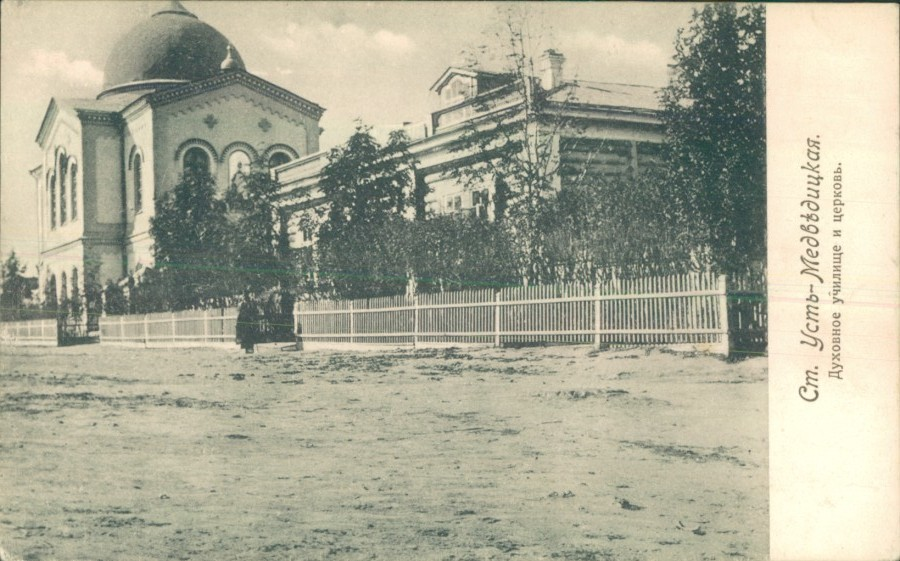
Духовное училище и Троицкая церковь

В 1927 году Усть-Медведицкий монастырь был закрыт, а его здания стали использоваться для различных нужд, включая размещение детской колонии и пионерского лагеря. В том же году был образован Усть-Медведицкий район с административным центром в станице Усть-Медведицкой.
1928 год ознаменовался созданием первого колхоза «Власть труда», в который вступили около 300 семей. В 1929 году было организовано товарищество по совместной обработке земли, что стало важным шагом в развитии аграрного сектора станицы. В 1930 году кустарные производства объединились в артели «Борьба» и «Красногвардеец».
В 1931 году по инициативе писателя А. С. Серафимовича в станице была открыта библиотека, расположенная по адресу: улица Садовая, дом 29.
19 января 1933 года станица Усть-Медведицкая получила статус города и была переименована в Серафимович в честь писателя А. С. Серафимовича. Изначально областные власти предлагали переименовать в честь писателя город Новочеркасск, приурочив это к его 70-летнему юбилею, однако Серафимович отклонил это предложение. В качестве альтернативы он предложил дать своё имя станице Усть-Медведицкой, где прошло его детство.
После преобразования в город Серафимович областные власти стали уделять значительное внимание развитию его инфраструктуры. Экономическая база города укреплялась благодаря развитию колхозного движения и деятельности артелей.

### Великая Отечественная война

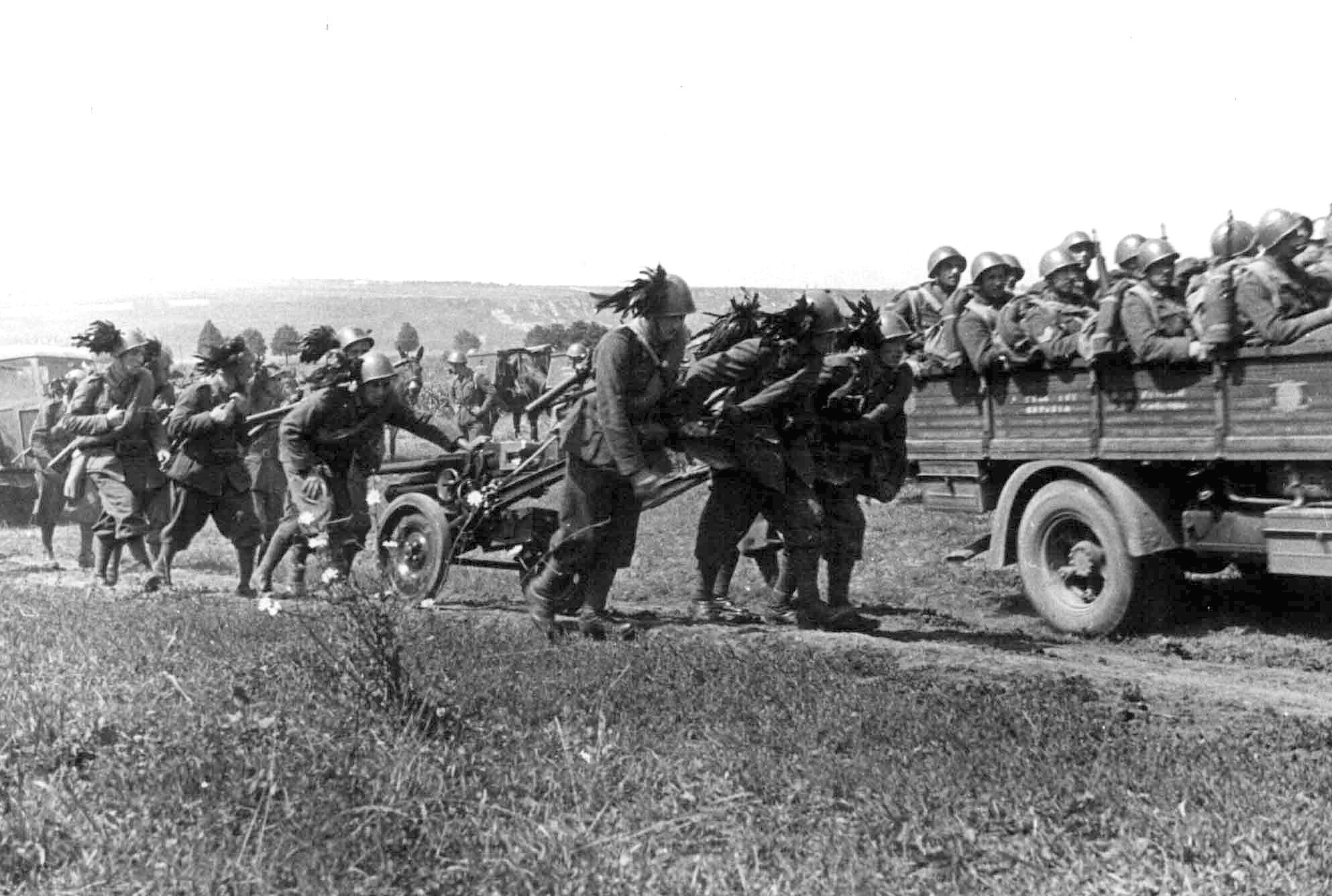
Итальянские части на подступах к Серафимовичу

Война принесла тяжелые испытания на донскую землю. Уже в первые дни Великой Отечественной войны из Серафимовича на фронт отправилась группа добровольцев, возглавляемая Н. В. Рыжовым, руководившим колхозом «Власть труда». Многие мужчины ушли на фронт, а жизнь района была перестроена на военный лад. Взамен призванных в армию на поля и в тракторные бригады пришли женщины, подростки и ветераны труда.

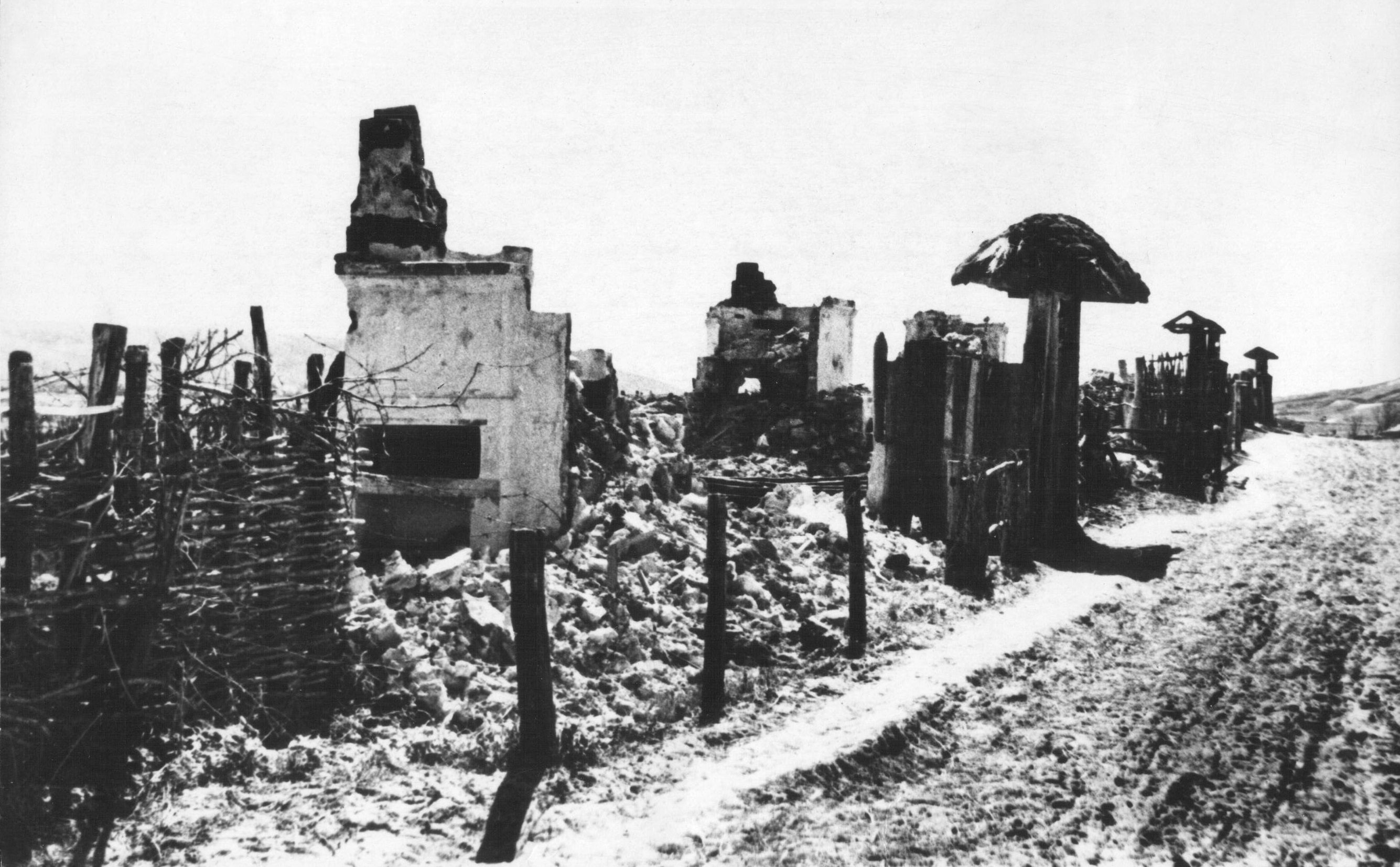
Разрушенные дома на окраине Серафимовича после прихода немецких войск в 1942 году

2 августа 1942 года немецкие, румынские и итальянские части, рвавшиеся к Сталинграду, заняли Серафимович. В тот же день произошло трагическое событие, память о котором жители города чтят и по сей день. Захватчики, заподозрив, что в городе действуют партизаны, решили прибегнуть к террору, чтобы устрашить местное население. Они согнали мирных жителей от улицы Горбатовской (ныне Подтёлковской) до церкви Александра Невского, расположенной возле нынешней школы № 1. Приведя их к оврагу Буерак-Птахино, на его краю они выстроили в шеренгу 22 человека и расстреляли.
Однако оккупация продлилась недолго. Уже 26 августа советские войска начали широкомасштабное форсирование реки Дон. Советским частям удалось закрепиться на правом берегу у хутора Затонский, находящегося близ Серафимовича. Продвижение вперёд сдерживали минные поля, превращавшие затонскую пойму в «долину смерти». Несмотря на большие потери, необходимый плацдарм для наступления был завоёван. С 19 по 22 ноября район был полностью освобождён от захватчиков.
С плацдарма Серафимович-Клетская 19 ноября 1942 года началось легендарное Сталинградское наступление, завершившееся окружением и разгромом армии генерала Паулюса. Стратегическое значение Серафимовичского плацдарма высоко ценил выдающийся полководец Г. К. Жуков, который перед началом наступления провёл совещание с командирами воинских частей и соединений в хуторе Игнатове. Штаб генерала Н. Ф. Ватутина в это время располагался в Серафимовиче в здании бывшей женской гимназии.
Одним из монументов, посвящённых памяти Великой Отечественной войны, стал Чепелев курган, так называемая «Высота-220». В ходе сражений осенью 1942 года она не раз переходила от одной из противоборствующих сторон к другой. В память о сражавшихся на Чепелевом кургане воздвигнут монумент в виде пирамиды. Всего же в Серафимовичском районе несколько десятков памятников, посвящённых Великой Отечественной войне и несколько братских захоронений.

### XX в. Послевоенный период
В годы Великой Отечественной войны город Серафимович сильно пострадал, однако даже в условиях военного и послевоенного времени местные жители активно участвовали в его восстановлении и развитии. По инициативе А. С. Серафимовича в городе был вновь открыт Дом санитарного просвещения. Благодаря усилиям Серафимовича удалось собрать более 30 тысяч рублей на приобретение оборудования для трёх кабинетов: рентгеновского, физиотерапевтического и зубоврачебного.
В 1947 году в Серафимович завезли и высадили около пяти тысяч фруктовых деревьев. В следующем году за бывшей духовной церковью, на берегу Дона, был заложен новый парк имени Серафимовича, где высадили 2300 молодых деревьев. Были восстановлены электростанция и водопровод, а также началась прокладка новых водопроводных линий. К концу 1950 года улица Донская была заново замощена булыжником, а в городе открылся Дом детского творчества.Промышленные предприятия, выпускавшие товары широкого потребления, не только восстановили свою работу, но и значительно расширились. В городе действовали артели: «Борьба» (пошив одежды), сапожная артель, мастерские по ремонту часов и музыкальных инструментов, а также пуговичная фабрика. В артели «Красногвардеец» работали столярный, сапоговаляльный и гончарный цеха. На базе этих артелей был открыт Дом быта с различными отделами. Пищевая промышленность была представлена маслодельным и мукомольным заводами, хлебозаводом, колбасным цехом. Районный пищекомбинат производил более десяти видов продукции, включая пряники, конфеты, напитки и другие товары.
В 1950 году в Серафимовиче начал работу техникум механизации сельского хозяйства (СТМСХ). В 1951 году, согласно указу Президиума Верховного Совета СССР, был открыт музей писателя А. С. Серафимовича. В доме, где писатель провёл последние годы жизни, разместилась экспозиция, посвящённая его жизни и творчеству.
В 1960 году в городе построили кирпичный завод, а также начали возведение мебельного цеха и цеха по производству пластмассовых пуговиц. В 1961 году была сооружена лестница, ведущая с крутого берега к реке Дон. В мае 1969 года на Чепелевом кургане состоялось открытие памятника воинам, погибшим в боях с гитлеровцами осенью 1942 года. В том же году началось строительство завода сухого молока.В 1975 году в городском парке был установлен памятник комсомольцам. Весной 1977 года на улицах и в скверах Серафимовича высадили около трёх тысяч деревьев.
В 1980-е годы город активно развивался и обновлялся. Масштабное строительство привело к заметному улучшению облика Серафимовича и его омоложению. Были возведены новые пятиэтажные дома, гостиница «Лазоревая», десятки жилых и культурно-бытовых зданий. На окраинах города появились новые микрорайоны с одно- и двухквартирными домами, оснащёнными приусадебными участками. Также был построен маслосыркомбинат.
В 1983 году районная библиотека имени А. С. Серафимовича переехала в новое здание. Уже в следующем, 1984 году, через реку Дон был открыт железобетонный мост, значительно улучшивший транспортное сообщение города и района. Продолжая модернизацию социальной сферы, в 1985 году государственная комиссия ввела в эксплуатацию районную больницу на 180 коек. В 1987 году в Серафимовиче был установлен памятник писателю А. С. Серафимовичу, что стало символом признания его вклада в культурное наследие региона. К концу 1980-х годов в городе появилась новая средняя школа, рассчитанная на 1000 учащихся. 
23 сентября 1989 года состоялось торжественное открытие музея истории Усть-Медведицкого казачества, приуроченное к празднованию 400-летия станицы Усть-Медведицкой.

### Россия
В 2008 году в Серафимовиче открылась первая в России казачья галерея. Торжественная церемония открытия состоялась 1 ноября 2008 года по инициативе заслуженного работника культуры Российской Федерации и члена-корреспондента Международной академии культуры и искусства В. Д. Круцкевича.
В 2017 году в городе появился парк «Конёк-Горбунок», обустроенный на месте исторической зоны отдыха — парка Горбачевского.
В 2019 году в рамках федерального проекта «Формирование комфортной городской среды» в Серафимовиче были благоустроены сразу три общественных пространства: городской парк, сквер Купеческий и площадь Петра и Павла. В городском парке расположены памятник комсомольцам, погибшим в годы Великой Отечественной войны, стела «Журавли», посвящённая 75-летию начала контрнаступления советских войск под Сталинградом, мемориальный комплекс «Лица Победы», а также аллея героев, созданная в память о земляках — героях Советского Союза. Обновлённый парк и новая набережная включены в туристические маршруты музея и природного парка «Усть-Медведицкий».
В 2021 году после реконструкции в Серафимовиче открылся городской кинодосуговый центр «Дон».
25 апреля 2023 года Волгоградская областная дума приняла закон № 30-ОД, согласно которому городу Серафимовичу было присвоено почётное звание Волгоградской области «Рубеж Сталинградской доблести». Это звание стало символом высшей степени признательности жителей региона поколению победителей и защитников Сталинграда.
Согласно индексу качества городской среды за 2024 год, разработанному Министерством строительства и жилищно-коммунального хозяйства РФ совместно с институтом развития ДОМ.РФ, Серафимович признан городом с благоприятной городской средой, набрав 214 баллов из 360 возможных.
30 января 2024 года на центральной площади Серафимовича состоялась церемония открытия памятного знака «Рубеж Сталинградской доблести».

## Экономика
Экономика города тесно связана с сельским хозяйством, которое является основной специализацией района. Важную роль в экономике города играют предприятия обрабатывающей промышленности, среди которых выделяются ООО «Стинг» и ООО «Мельпродукт».

### Распределение предприятий и организаций по видам экономической деятельности
В 2023 году экономическая активность в городе охватывала разнообразные отрасли, что нашло отражение в бухгалтерской отчетности хозяйствующих субъектов. Лидирующее место по количеству предприятий занимает сфера торговли и ремонта транспортных средств, представленная 5 организациями. Также значительную роль играют операции с недвижимым имуществом и предоставление прочих услуг, в каждой из которых было зарегистрировано по 3 предприятия.
В экономике города важное место занимают такие отрасли, как сельское хозяйство, транспорт и хранение, обрабатывающее производство, строительство, административные услуги и здравоохранение. В каждой из этих сфер функционировало по 2 хозяйствующих субъекта. В аграрном секторе, в частности, действуют 2 предприятия, специализирующиеся на растениеводстве и смешанном сельском хозяйстве.
Менее представлены отрасли, в которых функционирует только один хозяйствующий субъект. К ним относятся жилищно-коммунальное хозяйство и утилизация отходов, научная и техническая деятельность, государственное управление, а также образование.

### Розничная торговля и общественное питание
По состоянию на конец 2024 года в секторе розничной торговли и общественного питания города доминируют магазины, общее количество которых составляет 117 торговых точек. Значительную долю занимают специализированные магазины непродовольственных товаров (55 единиц) и прочие торговые объекты (37 единиц).
Важное место в структуре розничной торговли занимают минимаркеты и павильоны, представленные 25 и 19 объектами соответственно. Инфраструктуру также дополняют 6 общественных столовых. К менее распространённым, но значимым элементам инфраструктуры относятся киоски (5 единиц), аптечные киоски (3 единицы), аптеки (2 единицы) и торговые палатки (2 единицы).

### Сфера бытовых услуг
В 2023 году сфера бытового обслуживания населения города была представлена 32 объектами, охватывающими широкий спектр услуг. Наибольшую долю среди них составляют парикмахерские — 10 объектов. Второе место по численности занимают станции технического обслуживания и сервисы по ремонту транспортных средств, насчитывающие 9 объектов.
Значительную часть структуры бытовых услуг составляют ателье и предприятия, оказывающие прочие виды обслуживания населения, — по 3 объекта в каждой из этих категорий. Кроме того, в городе действуют 2 мастерские, специализирующиеся на ремонте техники и изготовлении металлоизделий, а также 2 ритуальные службы. Менее широко представлены такие направления, как химчистка и прачечная, бани и душевые, а также фотоателье, каждое из которых насчитывает по одному объекту.

## Религия

### История
Православие оказало значительное влияние на историю и культурное развитие станицы Усть-Медведицкой. С момента своего основания станица находилась под влиянием православной традиции.

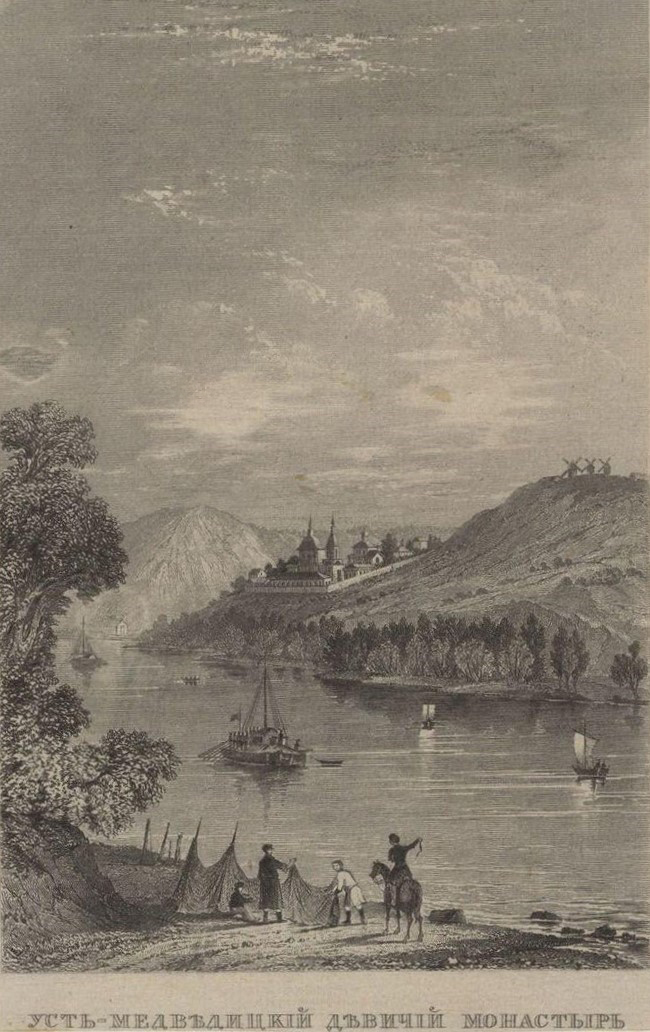
Репродрукция гравюры 1863 г. с изображением Усть-Медведицкого девичьего монастыря

В 1638 году на левом берегу Дона был основан мужской монастырь с часовней в устье балки. Он служил прибежищем для искалеченных и успокоившихся от походов усть-медведицких казаков, решивших посвятить остаток жизни служению Богу. В 1652 году войсковое правительство приняло решение о перемещении монастыря на правый берег Дона, на полверсты выше главного рукава Медведицы, на площадку уступа над обрывом высокого гористого берега. Новое место было окружено горами, что предоставляло монастырю естественную защиту.
Согласно преданию, в 1670 году мимо монастыря проходил Степан Разин со своим отрядом. Атаман хотел разграбить монастырь, но во сне Разину явилась Матерь Божия, которая угрожала ему за это слепотой и Судом Божиим. Утром Разин явился с покаянием в обитель и принес в дар Казанской иконе Божьей Матери серебро и два фунта жемчуга.
В 1718 году на территории станицы была освящена деревянная церковь во имя Николая Чудотворца. К 1782 году она обветшала и на её месте заложили новую, каменную церковь во имя Воскресения Господня с приделом Николая Чудотворца. Её освятили в 1787 году, и она стала первой каменной постройкой в станице. В 1811 году был устроен северный придел во имя святых бессребренников Космы и Дамиана. Позднее к храму были добавлены притворы в духе классицизма, дьяконик и колокольня. Во дворе церкви был похоронен атаман Войска Донского генерал от кавалерии М. Г. Власов, на могиле которого в 1848 году был установлен памятник.
В 1752 году, во время разлива Дона, склон горы вместе с мужским монастырём сполз в реку. В 1754 году монастырь был перенесён в более безопасное место — в устье балки, отступив от берега Дона на полверсты. На новом месте началось строительство каменной церкви при участии императрицы Екатерины Великой, пожертвовавшей лес с казённого плота, направлявшегося в Моздок. 19 июня 1785 года, по ходатайству войскового атамана А. И. Иловайского, Святейший Синод преобразовал Усть-Медведицкий монастырь в женский. В него были переведены 40 девушек из Сиротинского девичьего собрания, а первой настоятельницей стала вдова войскового старшины М. А. Карпова. В 1788 году, по распоряжению Г. А. Потёмкина, монастырь был упразднён, но в 1798 году, по ходатайству войскового атамана В. П. Орлова, вновь открыт «для призрения вдов и сирот донских казаков» и получил название «Девичий».
В начале XIX века в Усть-Медведицкой активно развивалось религиозное образование. В 1802–1803 годах было открыто приходское мужское двухклассное училище, а в 1803 году — малое народное приходское училище. В 1819 году появилось одноклассное мужское приходское училище, а в 1862 году при монастыре открылось женское приходское училище. В 1867 году игуменья Арсения основала при Преображенском монастыре бесплатное четырёхклассное женское училище. В 1873 году при мужской гимназии была открыта надомная Рождество-Богородицкая церковь.
Значительный вклад в развитие Спасо-Преображенского монастыря внесла игуменья Арсения. 10 июля 1874 года она приступила к созданию пещер по образцу Киево-Печерской Лавры. В подземных коридорах выкапывались темницы, одна из которых служила комнатой уединения Арсении. В ней сохранился камень с отпечатками её ладоней и колен, который существует и поныне. 23 июня 1875 года игуменья Арсения начала закладку храма во имя Казанской Божьей Матери. Проект храма разработал профессор Санкт-Петербургской академии художеств, академик И. И. Горностаев. Строительство завершилось 8 сентября 1885 года, и на освящении храма присутствовало до 15 тысяч верующих. Храм, построенный в византийском стиле в форме креста, рассчитан на 5000 человек. Его колонны с капителями изготовлены из итальянского мрамора, обработанного в Санкт-Петербурге в мастерской Баринова.

В 1888 году в Серафимовиче была возведена каменная церковь во имя святого благоверного князя Александра Невского. 22 февраля 1887 года при храме была открыта церковно-приходская школа. В советский период на территории школы разместили начальное общеобразовательное учреждение, а в 1952 году сам храм был разрушен, чтобы использовать кирпич для строительства лесозащитной станции и других хозяйственных объектов.

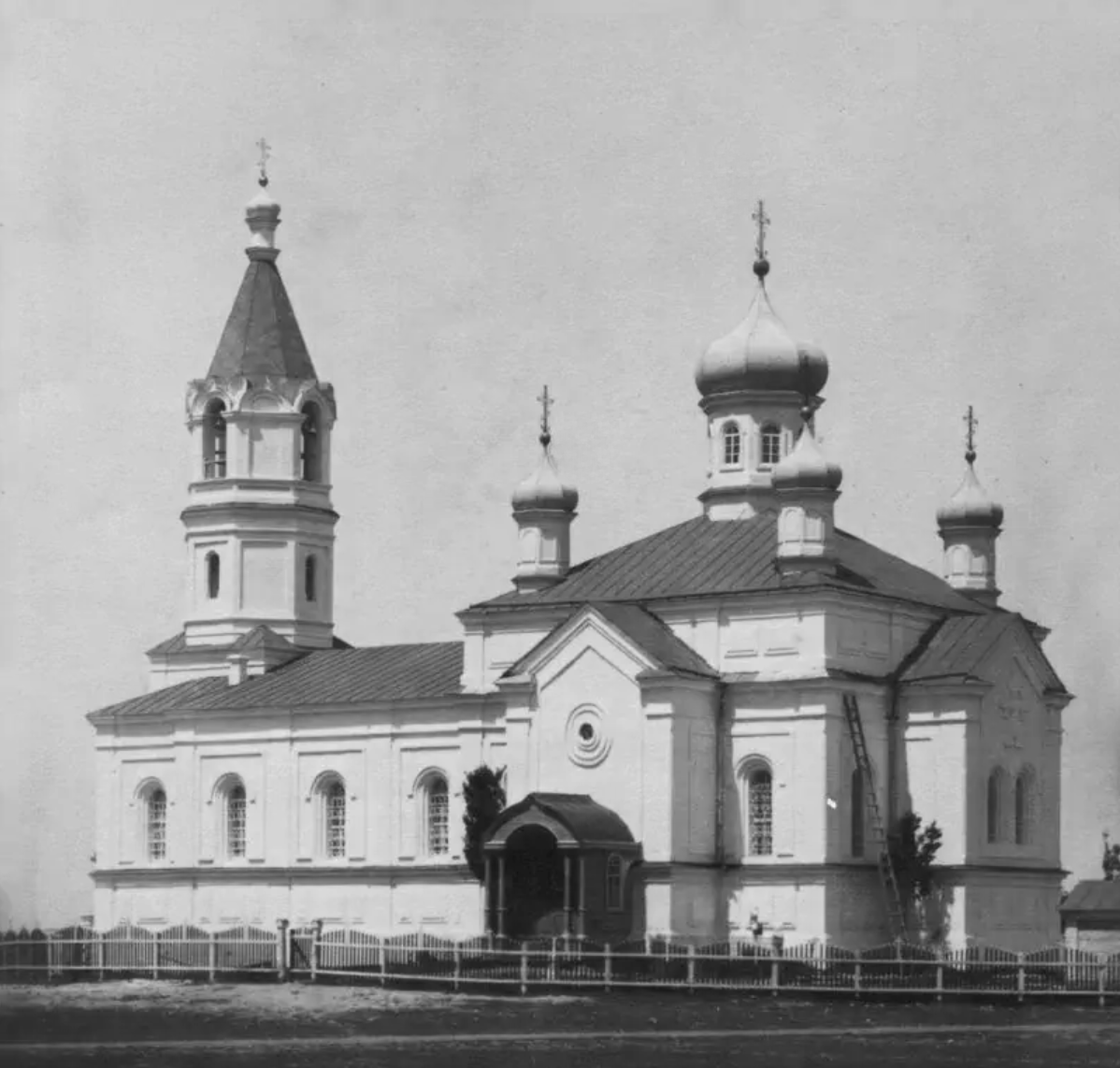
Церковь Александра Невского

В 1896 году в городе была построена Троицкая церковь, а в 1910 году рядом с ней возвели здание духовного училища. После закрытия училища в 1920 году храм был передан местной приходской общине и продолжал действовать до 1930 года. В период активной антирелигиозной кампании и секуляризации здание храма было переоборудовано под пуговичную фабрику. Лишь в 1993 году храм вернули Русской православной церкви, а после длительного запустения в 2019 году он вновь открыл свои двери для верующих.
В 1927 году Усть-Медведицкий монастырь был закрыт, а в его зданиях располагалась детская колония. Позднее здания были переданы под электростанцию, зерносклад и пионерский лагерь. В 1992 году, по благословению архиепископа Волгоградского и Камышинского Германа, началось восстановление монастыря. В августе 2001 года обитель была преобразована в женский монастырь. 9 сентября 2012 года, в день празднования 360-летия Усть-Медведицкого монастыря, состоялось Великое освящение храма Казанской иконы Божией Матери. Верхняя часть храма, реставрация которой заняла более 20 лет, была открыта для богослужений. Храм Преображения Господня, отличающийся уникальной архитектурой с тридцатью тремя куполами, строился под руководством игумении Георгии в течение десяти лет и был освящён в 2014 году. В том же году была построена часовня в честь святого преподобного Серафима Саровского.

### Действующие религиозные учреждения
- Церковь Воскресения Христова;
- Церковь Покрова Пресвятой Богородицы;
- Усть-Медведицкий Спасо-Преображенский монастырь. Собор Казанской иконы Божией Матери;
- Усть-Медведицкий Спасо-Преображенский монастырь. Церковь Николая Чудотворца в надвратной колокольне;
- Усть-Медведицкий Спасо-Преображенский монастырь. Церковь Спаса Преображения;
- Усть-Медведицкий Спасо-Преображенский монастырь. Часовня Серафима Саровского.[51]

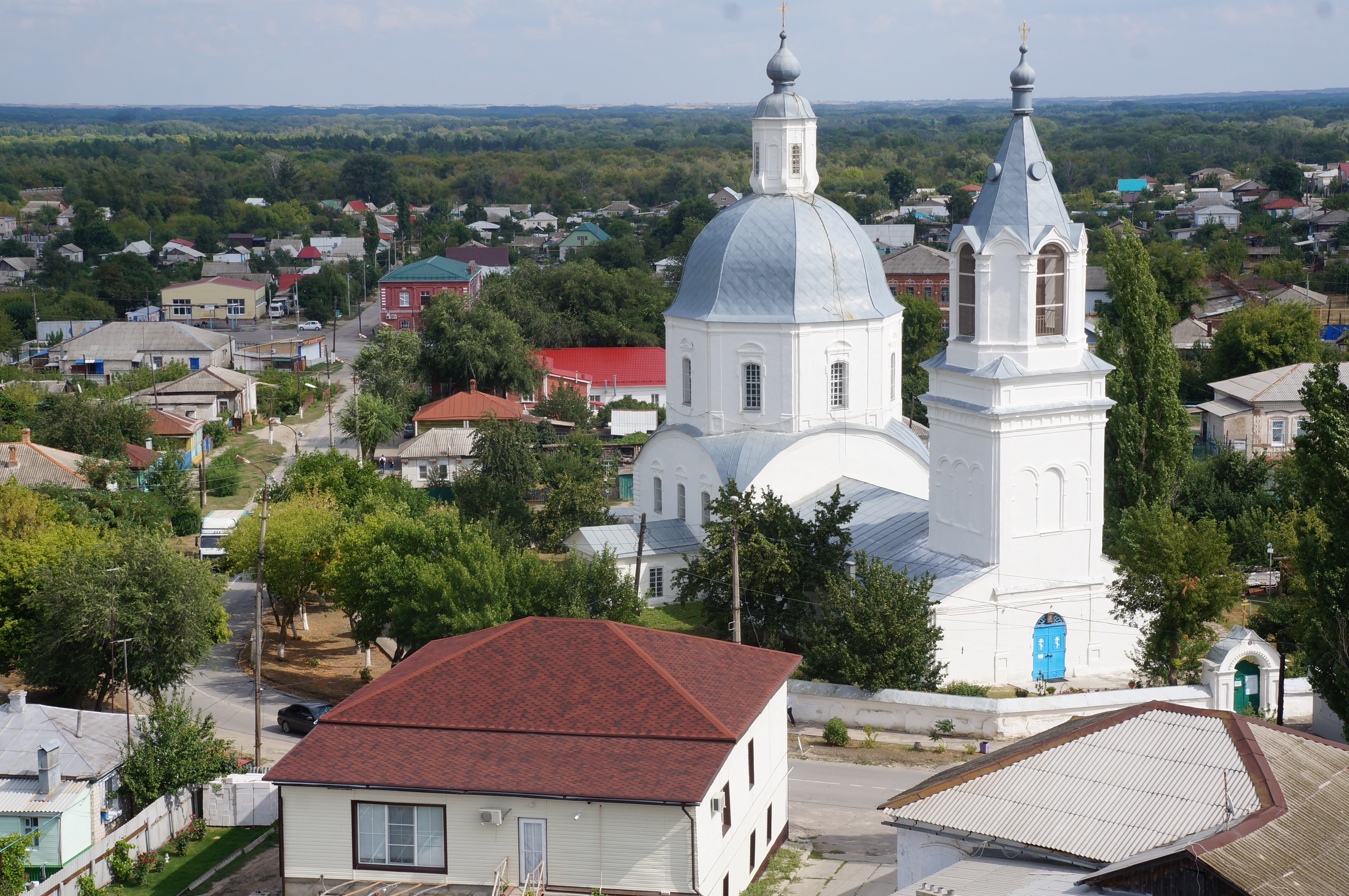
Церковь Воскресения Христова
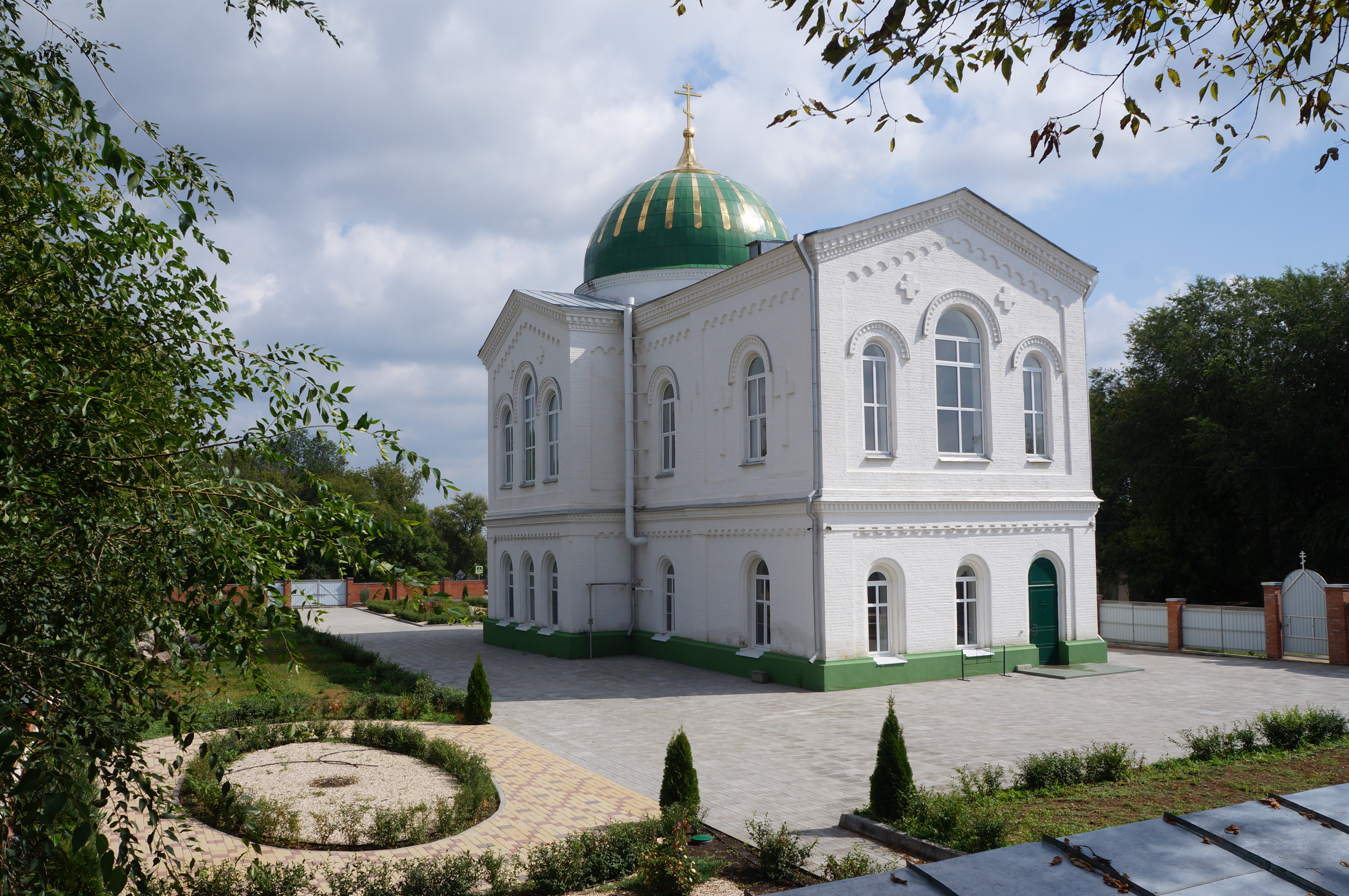
Церковь Покрова Пресвятой Богородицы
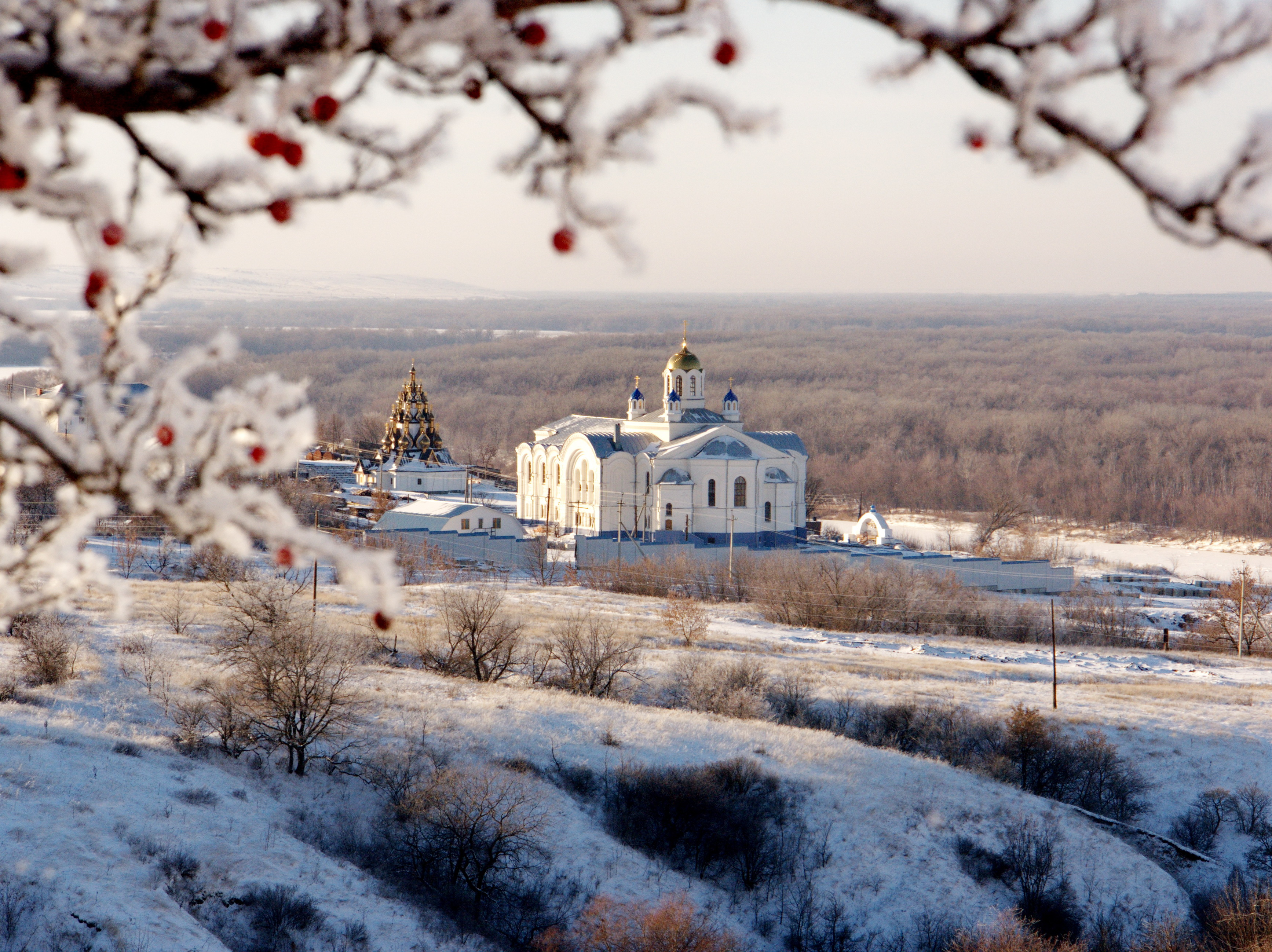
Усть-Медведицкий Спасо-Преображенский монастырь
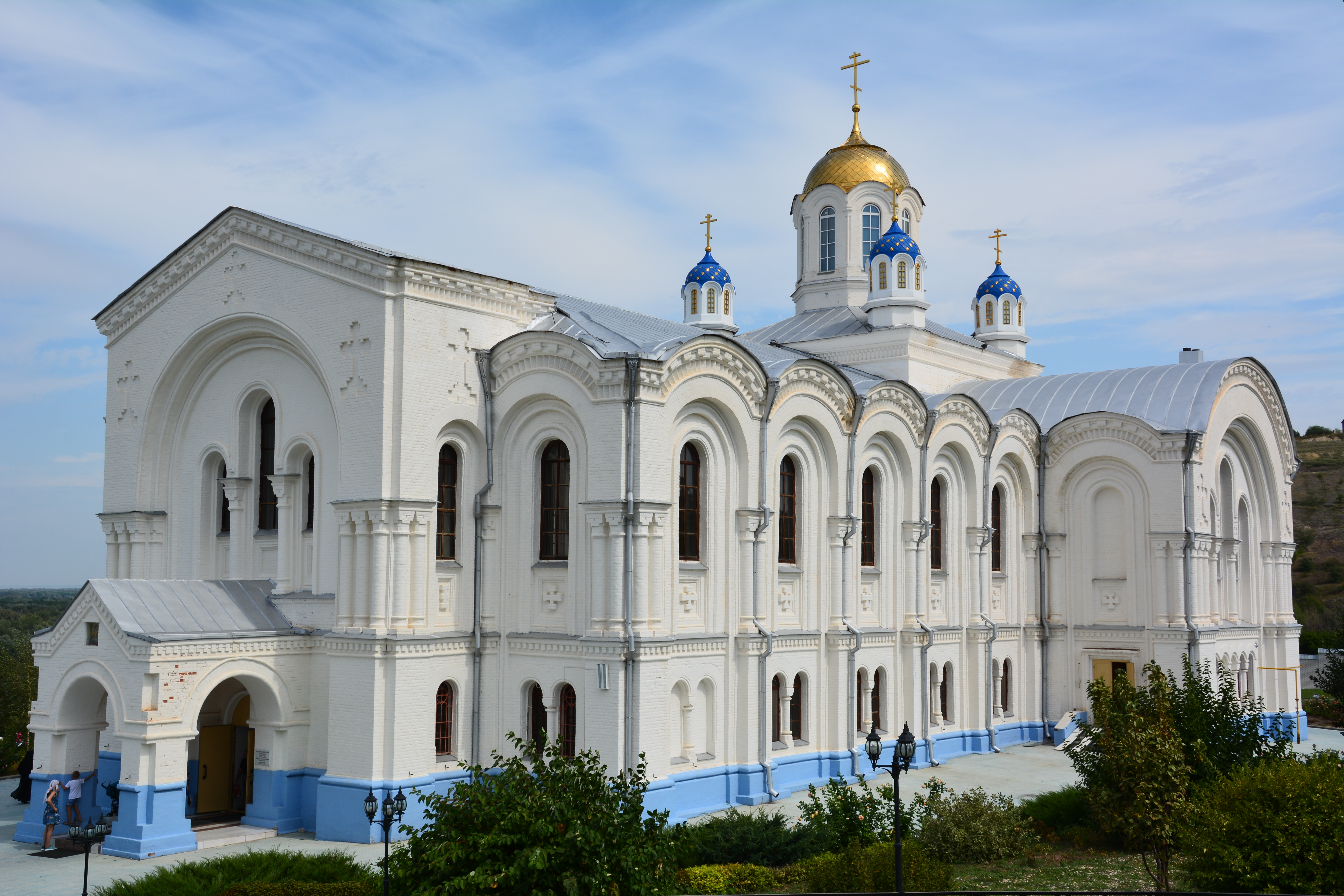
Собор Казанской иконы Божией Матери на территории монастыря
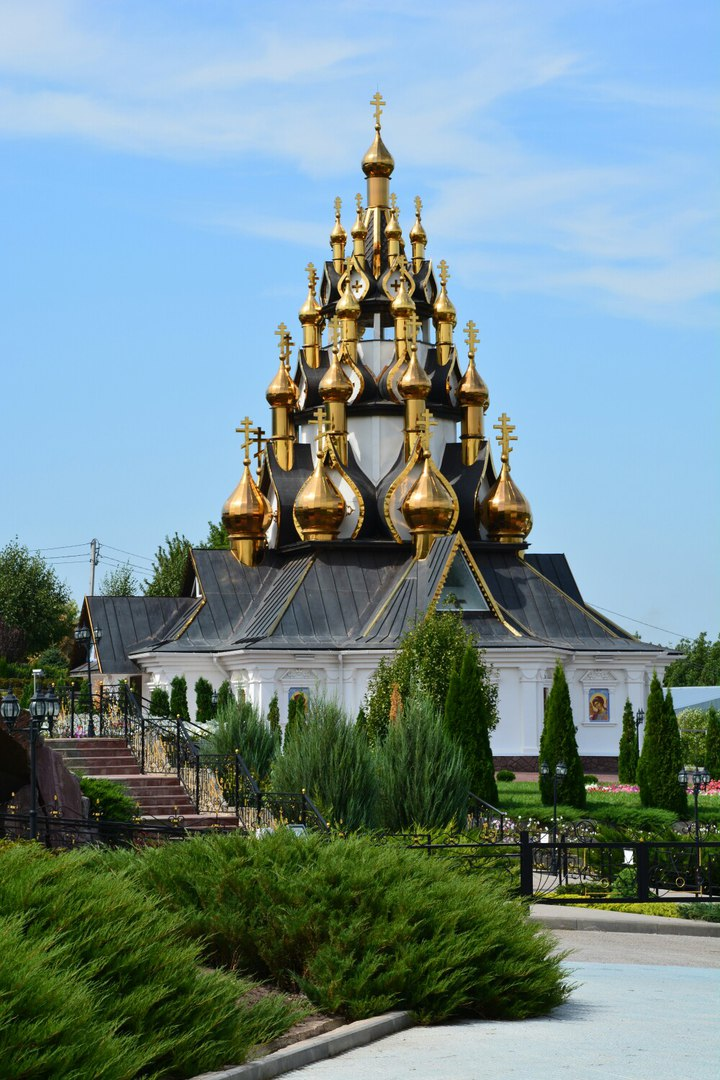
Церковь Спаса Преображения на территории монастыря
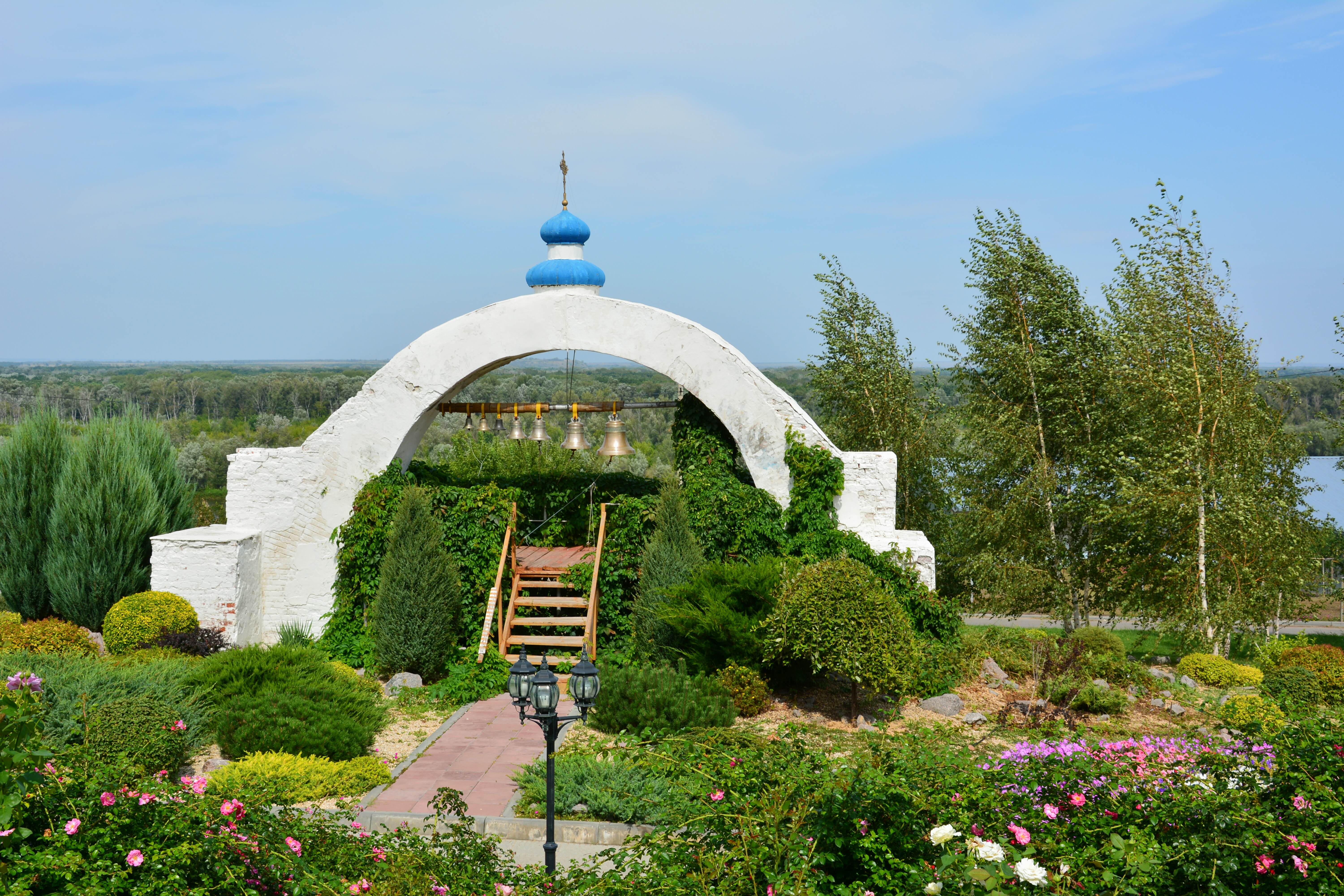
Арка звонница на территории Усть-Медведицкого Спасо-Преображенского монастыря

## Культура

### Музеи
- «Дом-музей А. С. Серафимовича». Экспозиция музея включает несколько залов: «Жизнь и творчество писателя-земляка А. С. Серафимовича»; мемориальная гостиная в доме писателя; личный кабинет писателя.

- «Музей истории Усть-Медведицкого казачества». Экспозиция музея охватывает несколько тематических разделов: «Усть-Медведицкие казаки в конце XIX и начале XX века». Выставке отведено 2 зала, где размещены уникальные экспонаты, относящиеся к указанному периоду в истории казачества: предметы быта, мебель, одежда казака и казачки, фотографии, и т.д.; «Донцы XX века»; зал «Воинской Славы».

- «Выставочный зал «Казачья картинная галерея». Экспонаты раскрывают в творчестве тему казачества, в фондах есть картины М. Б. ГрековаКазачья картинная галерея

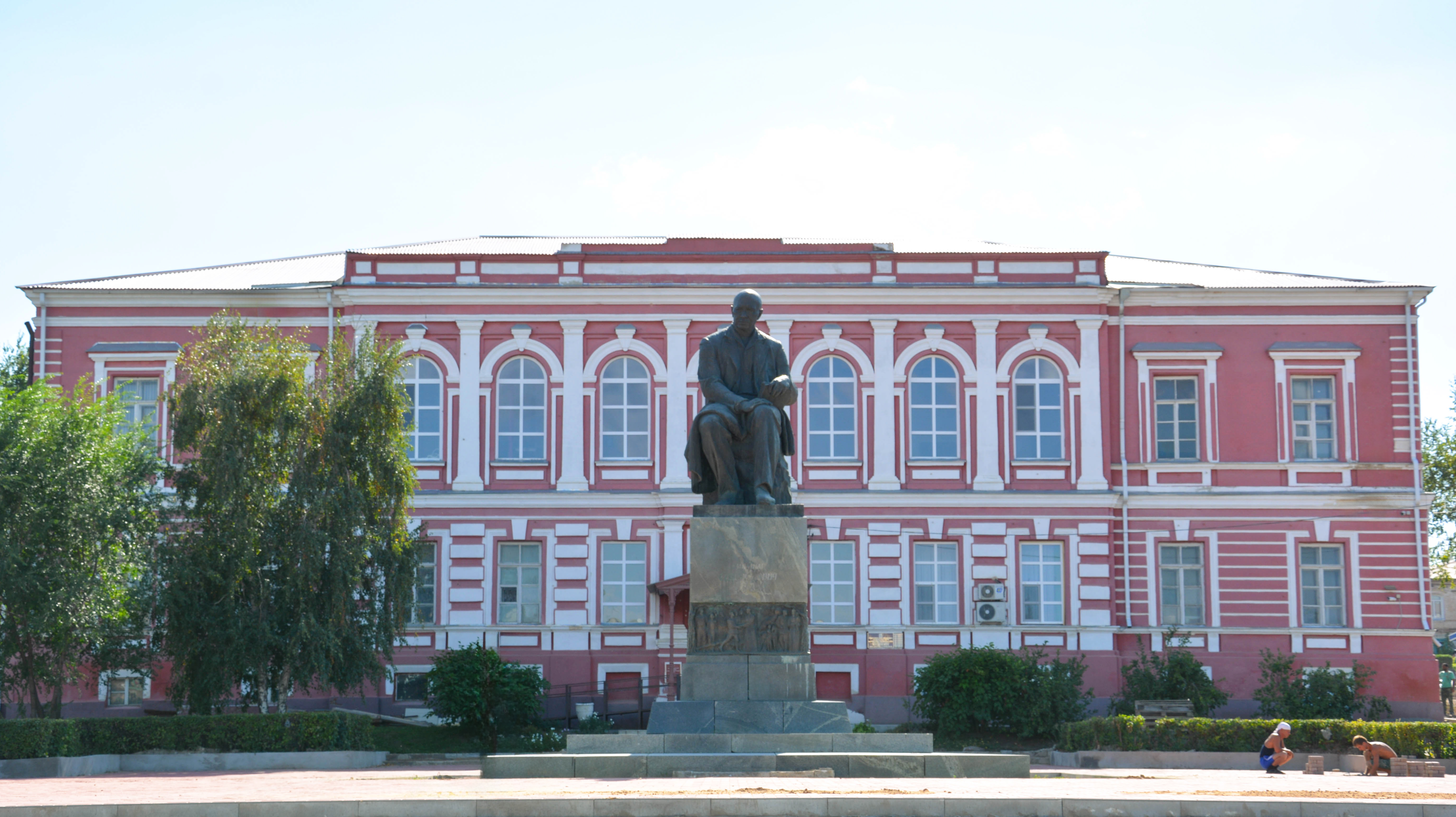
Казачья картинная галерея

- «Музей истории окружной станицы Устъ-Медведицкой». Музей открылся 1 марта 2019 года. Расположен в историческом здании, ранее принадлежавшем семье Половинкиных — известных братьев-циркачей. Музей включает четыре экспозиционных зала: «История окружной станицы Усть-Медведицкой», «Купеческая гостиная», «Малая гостиная» и «Зал передвижной музейной выставки», в котором представлены экспозиции из музеев Волгограда и Волгоградской области. Особое внимание в музее уделено истории семьи Половинкиных. Благодаря исследованиям краеведов была восстановлена история четырёх братьев, которые стали одними из первых воздушных гимнастов в России. Они выступали в цирке Никитиных, а впоследствии основали собственный цирк под названием «Полло». Рядом с музеем установлена скульптурная композиция, посвящённая этой семье, изображающая циркача, выполняющего акробатическое сальто..[52][53][54]

### Кинотеатр

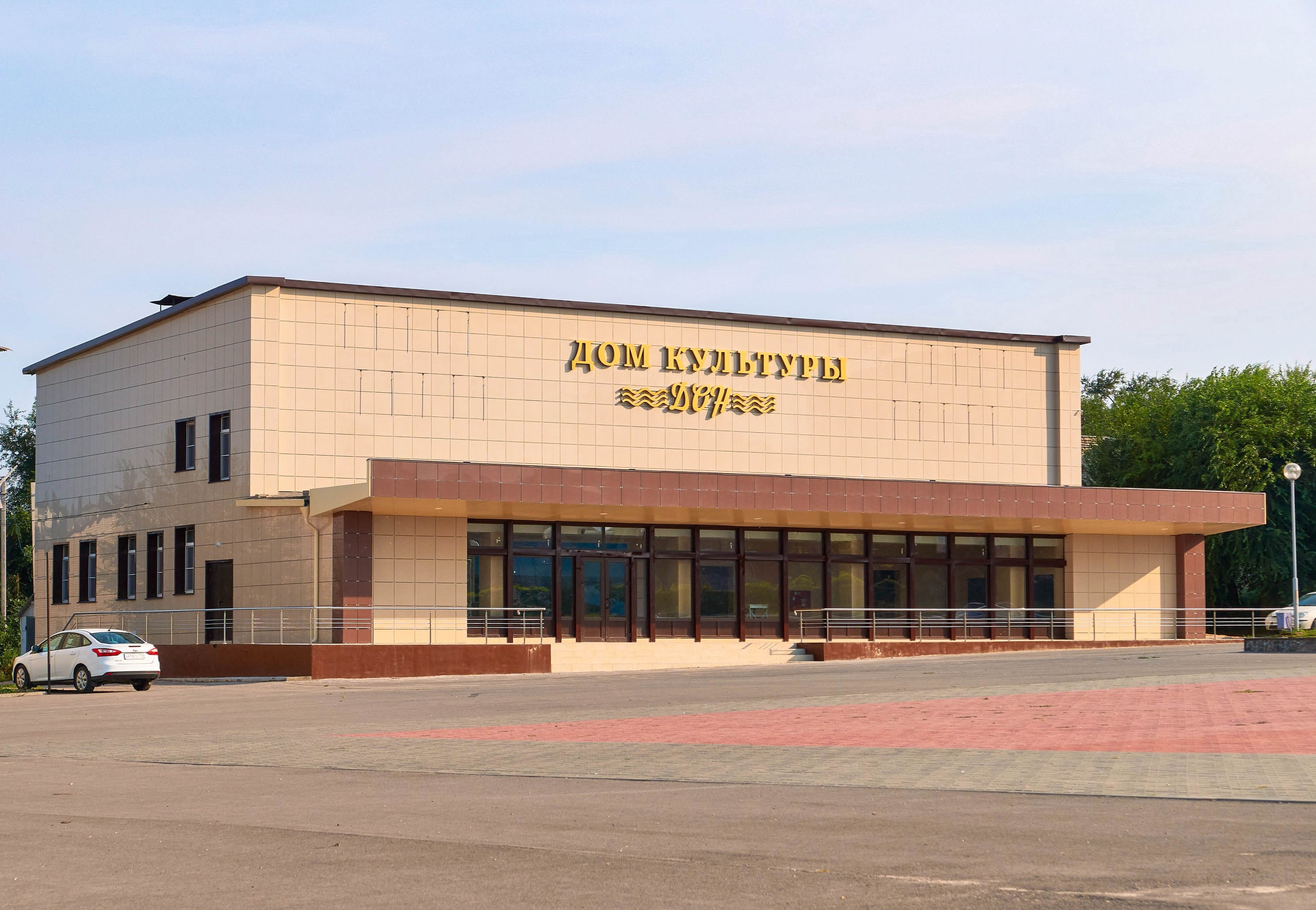
Городской кинодосуговый центр «Дон»

В городе находится городской кинодосуговый центр «Дон».
Здание кинотеатра было построено в 1967 году в центре города на ул. Октябрьской. В 2021 году была проведена реконструкция, в результате которой преобразился зрительный зал. Теперь эта площадка может использоваться не только для просмотра фильмов, но и для проведения концертов, фестивалей, деловых форумов.
Зал рассчитан на 242 посадочных места.

### Парково-рекреационные зоны
- Площадь Петра и Павла. В 1864 году при тюремном остроге была построена церковь во имя равноапостольных Петра и Павла, которая располагалась на втором этаже. Колокольня была сооружена отдельно во дворе тюремного замка. Позже в этом здании размещался склад заготзерно, а до 1934 года здесь находилась электростанция. Также на территории острога функционировала пожарная каланча, которую снесли в 1972 году, после чего были разобраны и каменные стены острога. В 2019 году на месте бывшей церкви были проведены работы по благоустройству общественного пространства.[56]
- Парк «Конек-Горбунок». Основой парка стал обширный сад, разбитый купцом Горбачёвым в XIX веке. Для полива сада были обустроены три колодца. До 1968 года на территории парка действовал летний кинотеатр. В 1980-х годах проводились работы по обновлению зелёных насаждений. В 2017 году было выполнено благоустройство общественного пространства.[57]

- Городской парк. В связи со смертью писателя-земляка было решено закончить в 1949 году строительство парка им. Серафимовича. К концу 1950 года была проведена масштабная работа по озеленению: высажено 2300 молодых деревьев, а также благоустроены прилегающие улицы. 5 мая 1975 г. в парке заложен памятник комсомольцам, погибшим в годы ВОВ. 14 октября 2003 г. открыт памятник погибшим при исполнение воинского долга, 17 ноября 2017 г. состоялась церемония открытия памятника "Журавли". В 2019–2020 годах в парке проведена реконструкция и современное благоустройство, в рамках которого созданы Аллея Героев и мемориал «Лица Победы». В 2021–2022 годах обновлена и благоустроена набережная, построены современные спортивные площадки и скейт-площадка..[58]

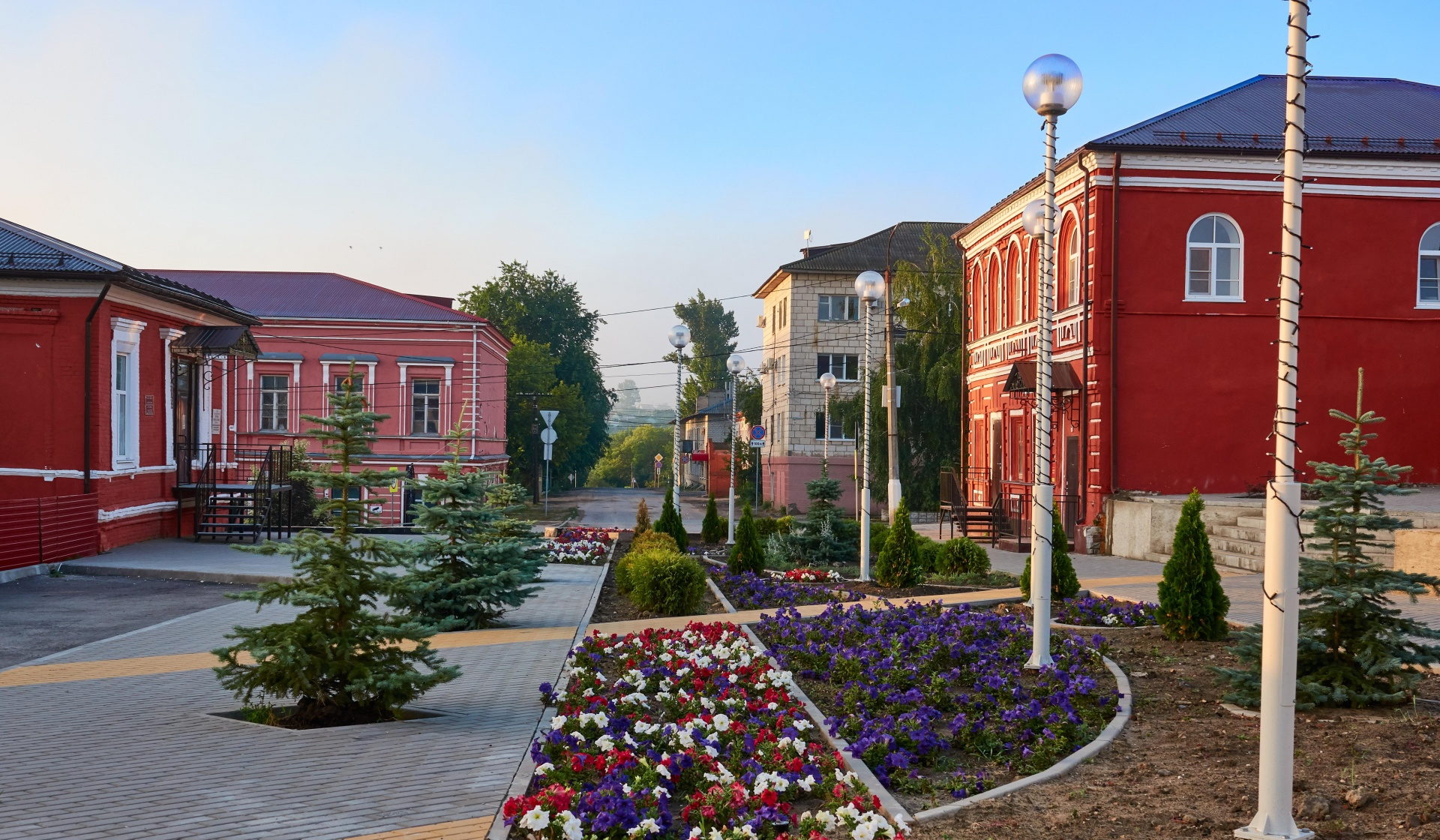
Купеческий сквер

- Сквер «Купеческий». В конце 19 века улица Воскресенская (ныне Октябрьская) являлась центральной улицей станицы Усть-Медведицкой. Именно здесь, в центре города в 2019 г. расположился сквер «Купеческий».[59]

### Памятники и скульптуры
- Памятник погибшим в боях с гитлеровцами осенью 1942 года. Открытие памятника состоялось в мае 1969 года на Чепелевом кургане.
- Памятник комсомольцам, погибших в годы Великой Отечественной войны. Памятник был заложен в 1975 году в городском парке.

- Памятник А. С. Серафимовичу. Памятник посвящён известному писателю Александру Серафимовичу, в честь которого станица Усть-Медведицкая была переименована в город Серафимович. Установлен в 1987 году к 70-летию Октябрьской революции.

- Памятник К. Ф. Крючкову. Памятник установлен в честь казака Константина Крючкова, который в июле 1914 года вместе с тремя товарищами отразил атаку 27 немецких солдат. За проявленные в бою доблесть и отвагу Крючков стал первым казаком, удостоенным Георгиевского креста. Памятник открыт в 2014 году к 100-летию начала Первой мировой войны.

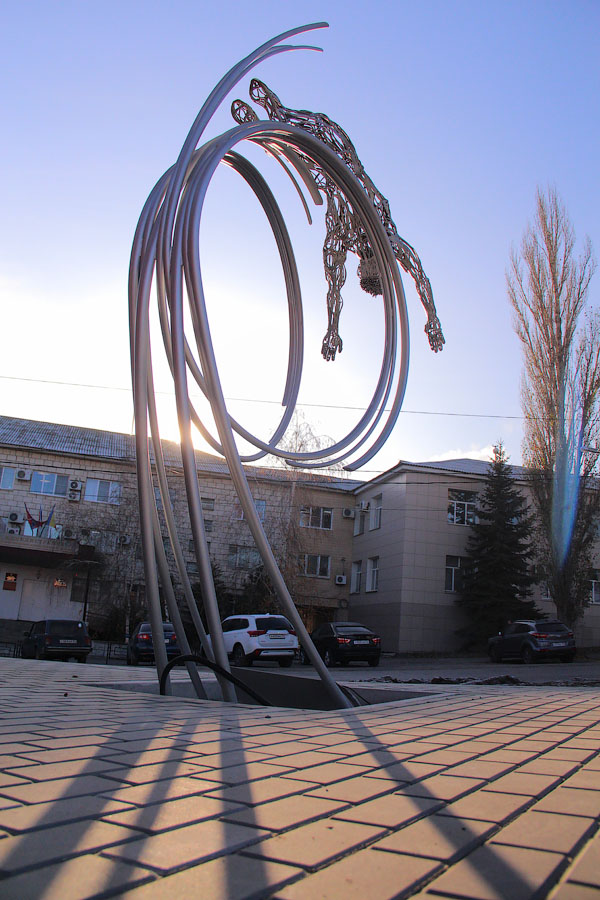
Скульптурная композиция «Акробат»

- Памятник «Журавли». Открыт в 2017 году в преддверии празднования 75-й годовщины Победы в Великой Отечественной войне. Расположен на возвышенности, где в 1942–1943 годах находились позиции советских войск.Скульптурная композиция «Акробат»
- Скульптурная композиция «Акробат». Посвящена цирковой семье Половинкиных, проживавших в станице Усть-Медведицкой.
- Стела «Рубеж Сталинградской доблести». Памятный знак «Рубеж Сталинградской доблести» установлен на центральной площади Серафимовича. Церемония открытия состоялась 30 января 2024 года в преддверии 81-й годовщины победы в Сталинградской битве.[60]

### Город в произведениях культуры
Станица Усть-Медведицкая, а позже город Серафимович упоминается в следующих художественных произведениях:
- В романе М .А. Шолохова «Тихий Дон». Рассказывается об участии казаков хутора Татарского в Усть-Хопёрском восстании 1918 года:

«На севере станица Усть-Медведицкая гуляла из рук в руки: занимал Миронов с отрядом казаков-красногвардейцев, а через час выбивал его отряд белых партизан офицера Алексеева, и по улицам мелькали шинели гимназистов, реалистов, семинаристов, составлявших кадры отряда.
- В повести «Шквал» Ф. Д. Крюкова. В произведении показаны революционные волнения летом 1906 года в станице Усть-Медведицкой через образы окружного атамана и местных революционно настроенных интеллигентов.[62]
- В книге «Прощание с Доном» Хадлстона Уильямсона. В этом произведении британский офицер описывает посещение им станицы Усть-Медведицкой в июне 1919 года в составе английской миссии:В два раза шире Темзы у Лондона, река лежала, сверкая в первых лучах яркого летнего рассвета. Сразу же под нами располагалась станица Усть-Медведицкая, самое сердце донского казачества – «станица станиц» с большими церквями, чьи купола маячили высоко над крепкими деревянными, с плоскими крышами, одноэтажными домами, из которых она в основном и состояла. Пока мы обменивались приветствиями со штабным офицером, солнце само появилось в том самом месте, где река сходится с горизонтом, и длинные малиновые всплески осветили серебро воды и набросили розовый оттенок на просторный пустынный ландшафт. Мне показалось, что это красивейшее место, которое я видел в своей жизни, и даже Индия никогда не производила на меня такого впечатления.[63]
- Несколько эпизодов телесериала «Тихий Дон» режиссёра Сергея Урсуляка снимались на территории бывшей средней школы №2. Здесь разместился госпиталь, в котором находился раненый Григорий Мелехов. В сцене, где Григорий Мелехов выпускает заключённых из тюрьмы, а потом садится на коня и скачет по берегу Дона, можно узнать местную достопримечательность — «китайскую стену».[64]

## Образование
В городе действуют следующие общеобразовательные учреждения:
- МКДОУ детский сад №2 — ул. Свечникова, д. 17;
- МКДОУ детский сад №4 — ул. Республиканская, д. 56/ ул. Октябрьская, д. 171А;
- МКОУ СОШ №1 — ул. Пролетарская, д. 7;
- МКОУ СОШ №2 — ул. Советская, д. 4;
- ГКОУ «Серафимовичская школа-интернат» —  ул. Октябрьская, д. 7;
- МКОУ ДО «Серафимовичская детская школа искусств» — ул. Советская, д. 1;
- ГБПОУ «Серафимовичский техникум механизации сельского хозяйства» —  ул. Подтёлкова, д. 63.Серафимовичский техникум механизации сельского хозяйства

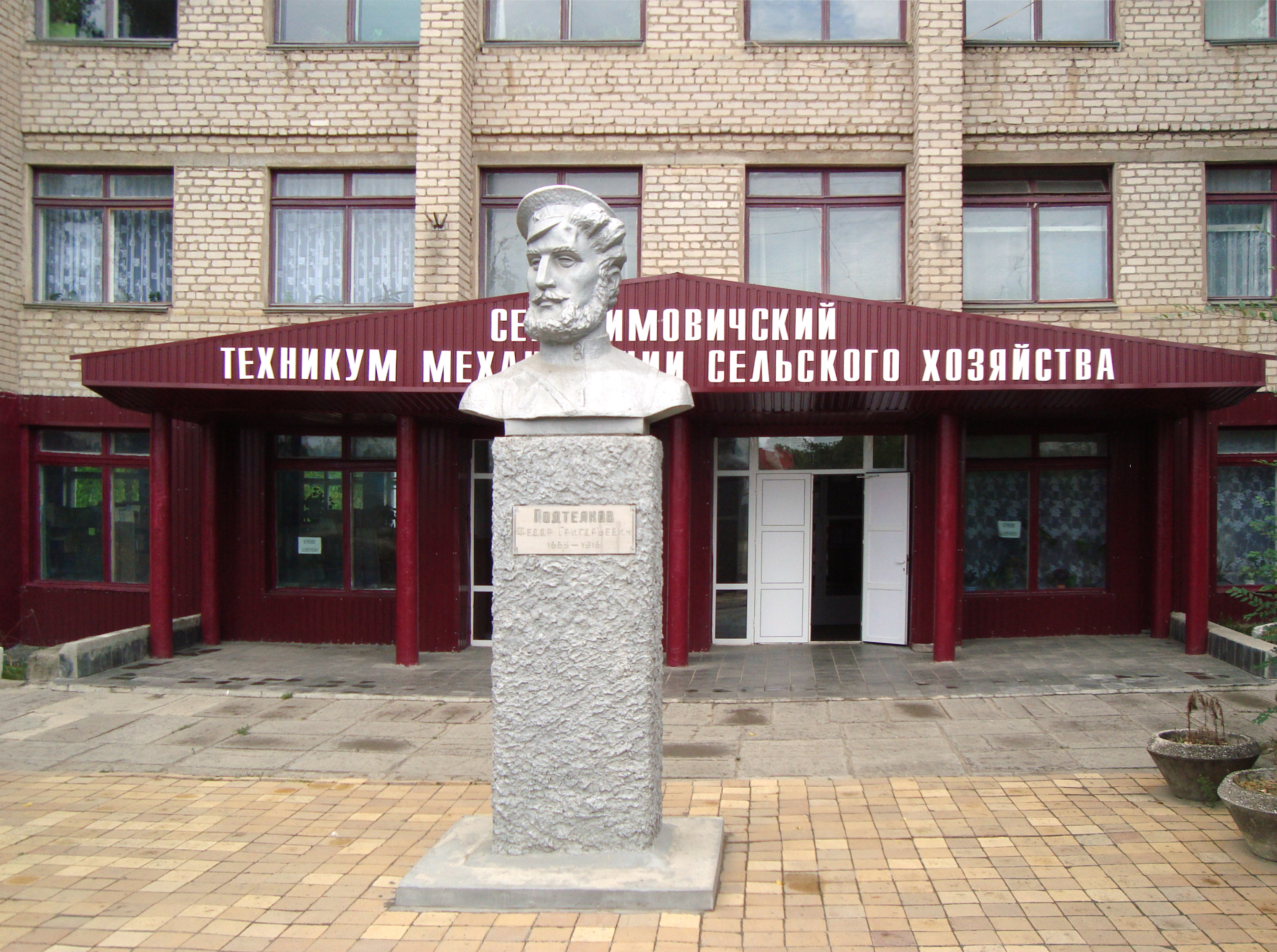
Серафимовичский техникум механизации сельского хозяйства

## Медицина
В Серафимовиче действуют следующие медицинские учреждения:
- Станция скорой медицинской помощи — ул. Подтёлкова, д. 79;
- Серафимовичская центральная районная больница. Стационар — ул. Подтёлкова, д. 79;
- Серафимовичская центральная районная больница. Поликлиника для взрослых — ул. Октябрьская, д. 67;
- Серафимовичская центральная районная больница. Детская поликлиника — ул. Подтёлкова, д. 79;
- Стоматологическая поликлиника № 11 — ул. Лозовского, д. 6Взрослая поликлиника в 2014 году

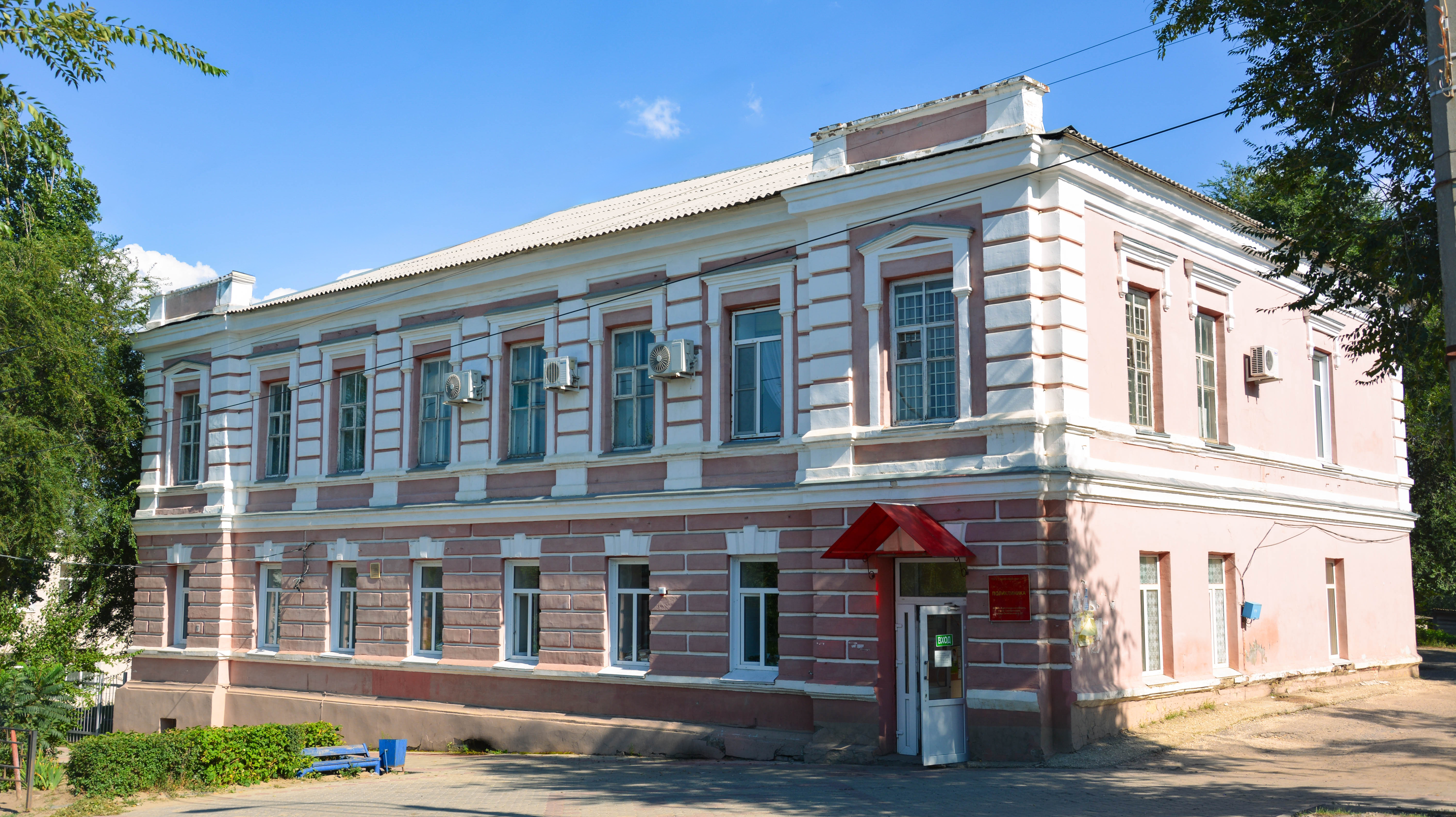
Взрослая поликлиника в 2014 году

## Спорт
По состоянию на 2023 год, в городе функционирует 41 спортивное сооружение, из которых 34 являются муниципальными. В их числе:
- 1 стадион с трибунами;
- 20 плоскостных спортивных сооружений;
- 13 спортивных залов.[42]

Ниже перечислены основные спортивные учреждения города:
МКУ ДО «Серафимовичская спортивная школа»
Серафимовичская спортивная школа была основана в 1976 году и является центром физкультурно-оздоровительной и спортивно-массовой работы города. В школе функционируют отделения футбола, волейбола, лёгкой атлетики, баскетбола и настольного тенниса.
МКУ «Физкультурно-оздоровительный комплекс имени лейтенанта Максима Сафронова»
Физкультурно-оздоровительный комплекс является современной спортивной базой для проведения массовых мероприятий. На базе комплекса регулярно проводит игры любительский хоккейный клуб «Серафим».
ВРОО «Усть-Медведицкий казачий конный клуб»
Конно-спортивный клуб в Серафимовиче был основан в 2010 году местным казаком Сергеем Кушнарёвым. Тренировки проводятся на специально оборудованной площадке, расположенной при въезде в город, на живописном берегу реки Дон. Деятельность клуба направлена на сохранение и популяризацию казачьих традиций, включая джигитовку и организацию конных соревнований. С 2011 года воспитанники клуба принимают участие во всероссийских соревнованиях. Наивысшим достижением клуба является третье место в командном зачёте на всероссийском соревновании по джигитовке.

## СМИ
Одним из первых печатных изданий станицы стали «Постановления Усть-Медведицкого Области Войска Донского окружного земского собрания», выпускавшиеся с 1880 года в частной типографии А. Ф. Иванова.
В 1917 году в округе впервые появляется собственное периодическое издание «Усть-Медведицкая газета». Газета позиционировалась как преемница традиций донской периодики, берущих начало от «Донских войсковых ведомостей», но с акцентом на местные проблемы. К этому периоду также относится уникальный формат «Устной газеты», организованной писателем Ф. Д. Крюковым. Он собирал сведения о событиях в округе, посещая хутора и станицы, и передавал их местным жителям. В этой работе ему активно помогала региональная интеллигенция.
В годы Гражданской войны СМИ в Усть-Медведицкой претерпели значительные изменения. Летом 1918 года начала выходить газета «Север Дона», освещавшая события в России и за рубежом, боевые действия против большевиков, а также трудности послереволюционной жизни на Дону. Издание позиционировалось как орган Донского отдела осведомления — пропагандистского подразделения белогвардейской армии. Всего было выпущено чуть более 50 номеров, из которых сохранилось лишь несколько экземпляров.

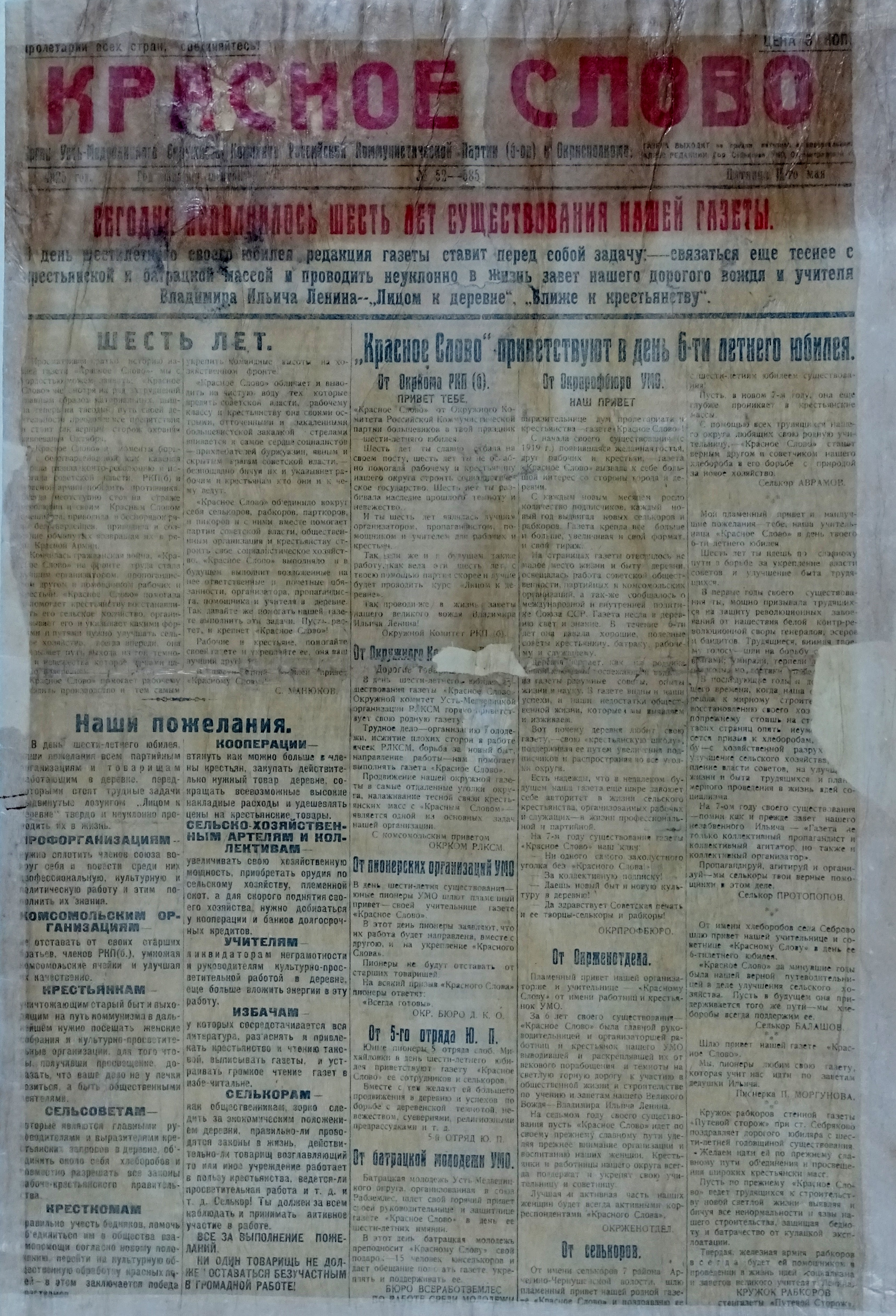
Газета «Красное слово». Выпуск № 52 от 15 мая 1925 года

После установления советской власти в 1918 году газета «Север Дона» была закрыта, что вызвало недовольство части местной молодёжи. Вместо неё начал издаваться журнал «Муравей», публиковавший преимущественно высказывания советских лидеров и большевистские лозунги. В 1919 году на смену «Северу Дона» пришло издание «Красное слово», ставшее органом Усть-Медведицкого комитета РКП(б) и окружного исполкома Совета рабочих и казачьих депутатов.
26 августа 1930 года вышел первый номер газеты «Колхозное поле» — органа Усть-Медведицкого районного комитета ВКП(б) и районного исполкома. Издание освещало процессы коллективизации в стране и ключевые события советской эпохи. В 1939 году газета была переименована в «Коммунистический путь», что отражало идеологические изменения в СССР. Во время Великой Отечественной войны, перед оккупацией Серафимовича немецкими войсками в 1942 году, всё типографское оборудование было спрятано: в одном из сараев выкопали яму, куда поместили технику. После освобождения района советскими войсками сотрудники редакции и типографии восстановили оборудование и возобновили выпуск газеты.
С распадом СССР название районной газеты вновь изменилось. В 1991 году издание получило своё современное название — «Усть-Медведицкая газета». Учредителями газеты являются Комитет по печати и информации администрации Волгоградской области и Администрация Серафимовичского муниципального района Волгоградской области. Адрес редакции: ул. Октябрьская, д. 82.

## Транспорт
Через Серафимович проходит региональная автодорога Р-207 Балашов - Михайловка.  
В 2021 году было завершено строительство новой автомагистрали Лог – Серафимович на участке Базки. Данная дорога сократила путь из Серафимовича до Клетской более чем на 100 километров.
Регулярные автобусные маршруты связывают город с Волгоградом, Суровикино, Михайловкой и другими населёнными пунктами области.
Внутригородской общественный транспорт представлен автобусами и маршрутными такси.
Ближайшая железнодорожная станция — Себряково — находится в Михайловке (80 км).
Ближайший аэропорт — Гумрак —  расположен в городе Волгограде (260 км).

## Население
| 1897    | 1939  | 1959  | 1970  | 1979    | 1989    | 1992    | 1996    |
| ------- | ----- | ----- | ----- | ------- | ------- | ------- | ------- |
| 5800    | ↗8262 | ↗8874 | ↗9707 | ↗10 047 | ↘10 040 | ↘10 000 | ↗10 200 |
| 1998    | 2000  | 2001  | 2002  | 2003    | 2005    | 2006    | 2007    |
| ↘10 100 | ↘9900 | ↘9800 | ↗9939 | ↘9900   | ↘9800   | →9800   | ↘9700   |
| 2008    | 2009  | 2010  | 2011  | 2012    | 2013    | 2014    | 2015    |
| ↘9577   | ↘9471 | ↘9368 | ↗9400 | ↘9311   | ↘9305   | ↘9174   | ↘9106   |
| 2016    | 2017  | 2018  | 2019  | 2020    | 2021    | 2023    | 2024    |
| ↘9052   | ↘8987 | ↘8914 | ↘8749 | ↘8646   | ↘8633   | ↘8527   | ↘8488   |

В 1897 году, согласно данным Первой всеобщей переписи населения Российской империи, общее население Усть-Медведицкого округа достигло 246 830 человек. Станица Усть-Медведицкая в этот период была крупнейшим населённым пунктом региона, её население составляло 5 800 жителей.
После преобразования станицы в город Серафимович в 1933 году демографическая ситуация значительно изменилась. По данным переписи 1939 года, численность населения города составила 8 300 человек, что указывает на стабилизацию после Гражданской войны и коллективизации. В дальнейшем наблюдался рост: к 1996 году население достигло исторического максимума — 10 200 жителей. 
Однако с конца 1990-х годов в Серафимовиче наблюдается устойчивое сокращение численности населения. По данным Росстата, население города уменьшилось с 10 200 человек в 1996 году до 8 488 человек в 2024 году. Основные причины депопуляции — естественная убыль населения и миграция молодёжи в крупные региональные центры. 
По данным Всероссийской переписи населения 2020 года, на 1 октября 2021 года по численности населения город находился на 957-м месте из 1117 городов Российской Федерации.

## Административно-территориальное устройство

### Административная принадлежность

#### Период казачьей автономии (1589–1719 годы)
Станица Усть-Медведицкая, основанная в 1589 году как укреплённое поселение донских казаков, на начальном этапе своего существования входила в состав Земли Донских казаков — автономной территории с традиционной системой казачьего самоуправления. Согласно Жалованной грамоте Ивана Грозного от 1570 года, казаки обладали правом владения землями «по старинному своему обычаю» при условии несения военной службы. Управление станицей осуществлялось через Войсковой круг, высший орган власти донского казачества, собиравшийся в Черкасске для решения военных, административных и судебных вопросов. Административное устройство станицы основывалось на принципах выборности атаманов и старшин, коллегиальности решений на станичных сходах, а также военно-территориального деления на юрты, границы которых определялись естественными ориентирами — реками, балками и старинными пограничными знаками.

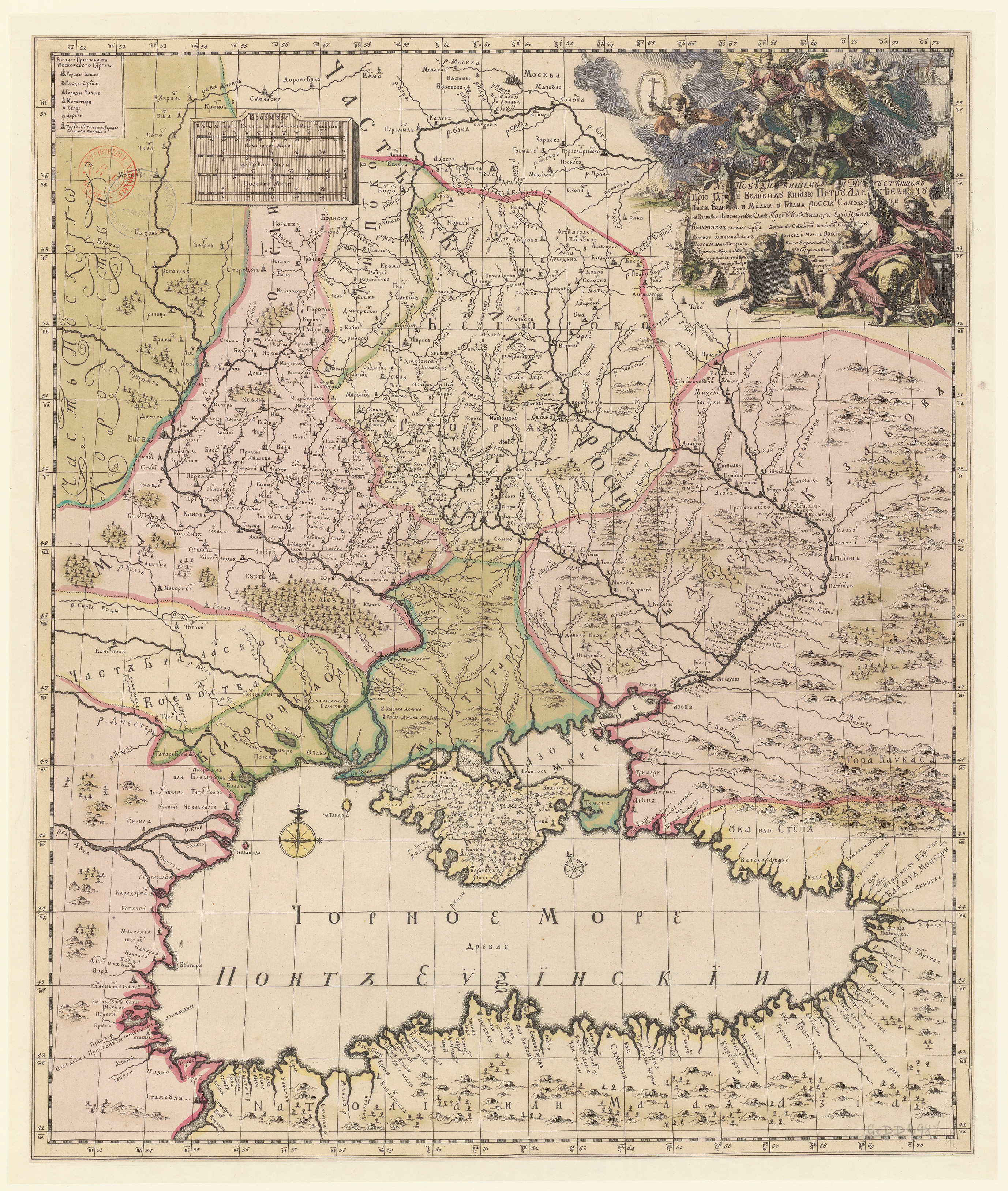
Усть-Медведицкая на карте юга России, 1699 год

#### В составе губерний Российской империи (1719–1786 годы)
С начала XVIII века в результате реформ Петра I началась интеграция казачьих земель в административную систему Российской империи. Указом 1719 года территория станицы Усть-Медведицкой была включена в состав Азовской губернии, что стало первым шагом к юридическому закреплению её принадлежности имперским структурам. Тем не менее, реальное управление продолжало осуществляться войсковыми органами, хотя наказные атаманы теперь утверждались Сенатом, а не избирались Войсковым кругом. В 1725–1765 годах станица числилась в составе Воронежской губернии, что отражало стратегию централизации казачьих территорий. В этот период были проведены первые переписи казачьего населения (1737 год) и установлены фиксированные квоты на поставку рекрутов.
В 1765 году была создана отдельная административная единица — Земля Донских казаков, что стало компромиссом между сохранением казачьей автономии и усилением имперского контроля. Реформы Екатерины II в 1775 году привели к включению станицы в состав Азовской губернии, а с 1783 по 1786 год — в Екатеринославское наместничество. Этот период сопровождался введением имперского судопроизводства, разделом земель на округа (прообраз будущего Усть-Медведицкого округа) и первыми попытками межевания юртовых территорий.

#### В составе Области Войска Донского (1786–1918 годы)

Карта Усть-Медведицкого округа Области Войска Донского, 1897 год

С 1786 года станица Усть-Медведицкая вошла в состав Области Войска Донского, а после административной реформы 1802 года стала центром Усть-Медведицкого округа. Округ охватывал территорию от среднего течения Дона до реки Хопёр и выполнял военно-административные, судебные и хозяйственные функции. Согласно «Положению об управлении Донского Войска» 1870 года, Усть-Медведицкая закрепила за собой статус центра одного из семи округов области, где размещались окружное управление, суд и учебные заведения.

#### Советский период (1918–1991 годы)
После установления Советской власти в 1918 году станица вошла в состав Донской Советской Республики. В связи с постановлением ВЦИК от 4 апреля 1921 года Усть-Медведицкий округ отошел к Царицынской губернии. 12 июля 1928 года в рамках административно-территориального деления Нижне-Волжского края был создан Усть-Медведицкий район, со станицами Усть-Медведицкой, Усть-Хоперской, Распопинской, Кепинской, Арчединской и прилегающими хуторами. В списке населённых пунктов вновь организуемого района значились 41 сельсовет, 2 станицы и 64 хутора с населением 40374 человека.
19 июля 1933 года Постановлением ВЦИК станица Усть-Медведицкая получила статус города и была переименована в Серафимович. 6 февраля 1934 года, в связи с преобразованием станицы Усть-Медведицкой в город Серафимович, образован Совет рабочих, крестьянских и красноармейских депутатов. В 1934 году Серафимовичский район вошёл в состав Сталинградского края, а после его разделения в 1936 году — в Сталинградскую область. В 1954–1955 годах район временно относился к Каменской области в рамках экспериментов с административно-территориальным делением, проводимых при Н. С. Хрущёве.

#### Современный период (с 1991 года)
В соответствии с Указом Президента РСФСР № 263 от 11 декабря 1991 г. была прекращена деятельность исполкома горсовета и создана администрация города Серафимович.
В соответствии с Законом Волгоградской области № 979-ОД от 24 декабря 2004 года в ходе муниципальной реформы был закреплён статус Серафимовичского муниципального района. В его состав вошли 15 муниципальных образований: городское поселение город Серафимович и 14 сельских поселений, объединяющих 77 населённых пунктов. Город Серафимович сохранил функции административного центра района, где сосредоточены органы местного самоуправления и районные службы.

### Структура органов местного самоуправления
Серафимовичский городской Совет
- Представительный орган городского поселения.
- Состоит из 10 депутатов, избираемых жителями на основе всеобщего равного и прямого избирательного права при тайном голосовании сроком на 5 лет.
- В компетенцию Совета входит принятие нормативных актов, утверждение бюджета, контроль за его исполнением, определение стратегии социально-экономического развития округа, установление местных налогов и сборов, а также другие вопросы, отнесенные к ее ведению Федеральным законом № 131-ФЗ «Об общих принципах организации местного самоуправления в Российской Федерации».

Глава городского поселения
- Высшее должностное лицо городского поселения.
- Избирается депутатами Серафимовичского городского Совета из своего состава сроком на 5 лет.
- Осуществляет руководство деятельностью администрации городского поселения, представляет округ в отношениях с органами государственной власти, организациями и гражданами, подписывает муниципальные правовые акты, обеспечивает взаимодействие всех органов местного самоуправления.

Администрация городского поселения
- Исполнительно-распорядительный орган городского поселения.
- Возглавляется главой администрации, который назначается на должность по контракту на срок полномочий Серафимовичского городского Совета.
- Осуществляет исполнение решений городского Совета, разрабатывает и исполняет местный бюджет, реализует программы социально-экономического развития округа, управляет муниципальной собственностью, обеспечивает функционирование коммунальной инфраструктуры.[107]

### Руководители органов местного самоуправления
- Председатель Серафимовичского городского Совета — Кичапова Наталия Васильевна[108]
- Глава городского поселения — Киселёва Татьяна Владимировна[109]

### Состав Серафимовичского городского Совета
Пятый созыв Серафимовичского городского Совета был избран 11 сентября 2023 года. Выборы депутатов признаны действительными постановлением территориальной избирательной комиссии по Серафимовичскому району Волгоградской области от 10 сентября 2023 года №50/194. 27 сентября 2023 года председателем Серафимовичского городского Совета избрана Кичапова Наталия Васильевна.

Состав Серафимовичского городского Совета V созыва
Единая Россия: 8 депутатов
ЛДПР: 1 депутат
КПРФ: 1 депутат

Количество депутатов Серафимовичского городского Совета, избранных по партиям:
- «Единая Россия» — 8 депутатов;
- ЛДПР — 1 депутат;
- КПРФ — 1 депутат

Всего в Совет было избрано 10 депутатов: 5 — по многомандатному избирательному округу № 1 и 5 — по многомандатному избирательному округу № 2.

## Символы города

#### Герб города Серафимович
Геральдическое описание: в червленом поле с лазоревой волнистой оконечностью тонко окаймленной серебром, золотой орел, с человеческой головой, держащий в лапах две серебряные сабли, скрещенные на его груди, сопровождаемый во главе трехлистным серебряным крестом. Щит увенчан муниципальной короной установленного образца.
Автор проекта герба — В. Э. Коваль. Решением Серафимовичского городского Совета № 11/43 от 28 августа 2008 года и Решением Серафимовичского городского Совета от 28 октября 2008 года № 13/46.

#### Флаг города Серафимович
Геральдическое описание: прямоугольное полотнище с соотношением ширины к длине 2:3, воспроизводящее композицию герба в красном, синем, жёлтом и белом цветах. Флаг разработан на основе герба города Серафимовича и повторяет его символику.
Автор проекта флага — В. Э. Коваль. Утверждён решением Серафимовичского городского Совета №11/43 от 28 августа 2008 года (Положение) и решением Серафимовичского городского Совета от 28 октября 2008 года.

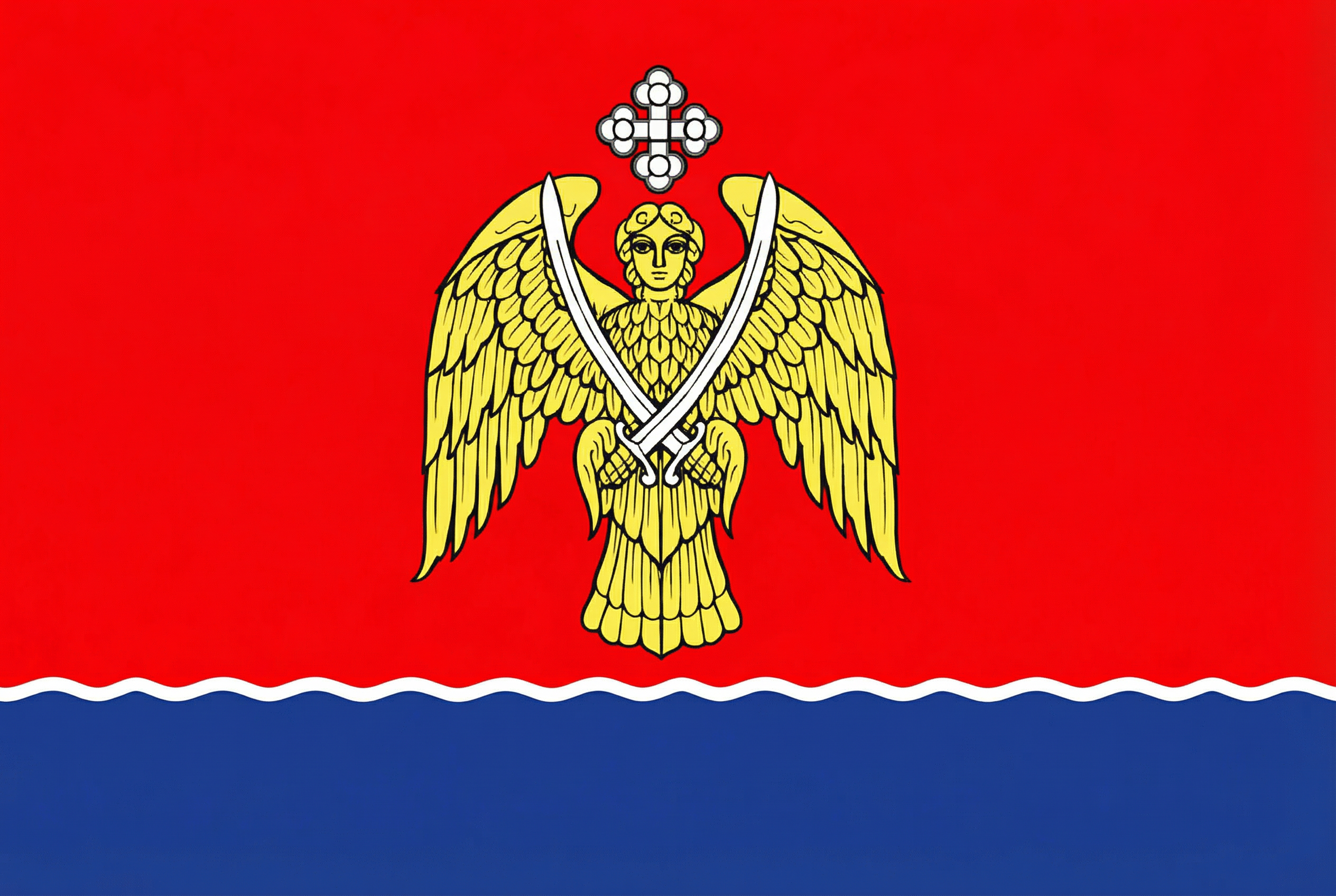
Флаг Серафимовича
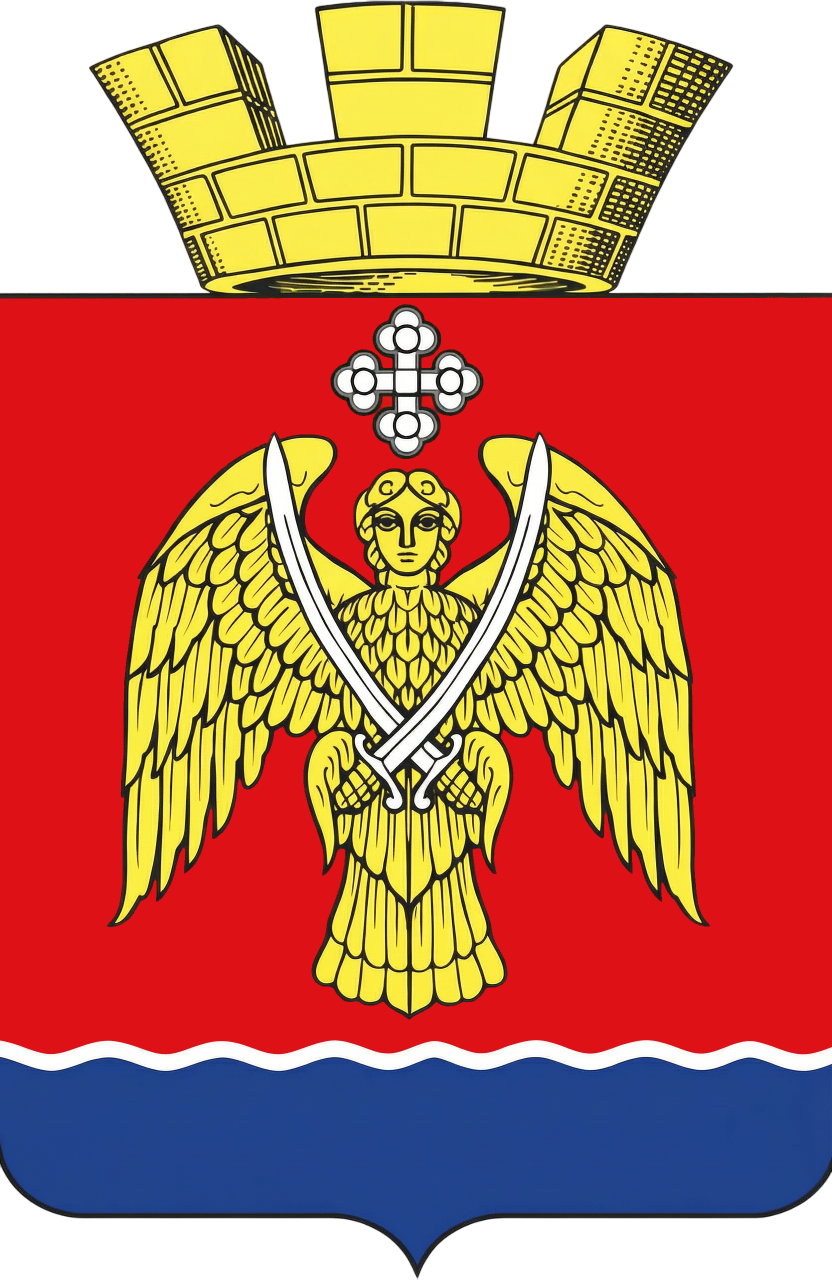
Герб Серафимовича

## Почётные граждане
- Астанкова Зоя Николаевна
- Данилов Алексей Ильич
- Ермилов Тимофей Стратонович
- Жеребин Дмитрий Сергеевич
- Любибогова Таисия Фёдоровна
- Макридин Александр Васильевич
- Седов Николай Сергеевич
- Серафимович Александр Серафимович
- Черняев Александр Георгиевич[114]

## Известные уроженцы
- Емельянов, Евгений Арсеньевич (1917—1986) — сотрудник советских органов охраны правопорядка, начальник Управления внутренних дел Свердловского облисполкома, генерал-лейтенант внутренней службы.
- Кезельман, Елена Николаевна (1889—1945) — прозаик-мемуарист.
- Лучицкий, Борис Болеславович (1906—1966) — советский украинский театральный режиссёр. Народный артист Украинской ССР (1954).
- Макридин, Александр Васильевич (1925—1986) — Герой Советского Союза.
- Мельников-Разведенков, Николай Федотович (1866—1937) — русский и советский патологоанатом, доктор медицинских наук, профессор.
- Миронов, Филипп Кузьмич (1872—1921) —  участник Японской, Первой мировой и Гражданской войн, советский военачальник, командарм 2-й конной армии.
- Миротворцев, Сергей Романович (1878—1949) — русский и советский хирург, действительный член (академик) Академии медицинских наук СССР (с 1945), заслуженный деятель науки РСФСР (с 1935), участник Японской, Первой мировой, Гражданской, Финской и Великой Отечественной войн.
- Оприц, Илья Николаевич (1886—1964) — русский военный деятель, генерал-майор Белой армии (с 1919), участник Первой мировой войны и Гражданской войны в России.
- Петров, Рэм Викторович — советский и российский иммунолог. Академик РАН (действительный член АН СССР с 1984 года) и её вице-президент (до 2001 года, как вице-президент АН СССР с 1988 года), академик РАМН (1978), академик РАСХН (с 1991). Герой Социалистического Труда (1991).
- Полянский, Николай Николаевич (1878—1961) — российский и советский учёный-правовед, специалист в области уголовного процесса и уголовного права, доктор юридических наук, профессор.
- Попов, Маркиан Михайлович (1902—1969) — советский полководец Великой Отечественной войны, генерал армии (с 1943), Герой Советского Союза.
- Попов, Пётр Михайлович (1906—1973) — советский конструктор зенитных комплексов. Лауреат Сталинской премии первой степени.
- Свечников, Михаил Степанович (1881—1938) — подполковник Русской Императорской армии, участник обороны крепости Осовец, советский военачальник, военный историк и теоретик, один из авторов идеологии и концепции создания специальных сил (спецназ).
- Фёдоров, Дмитрий Леонидович (1931—2016) —  советский и российский учёный-геолог, доктор геолого-минералогических наук, профессор, Заслуженный деятель науки Российской Федерации, лауреат Государственной премии РСФСР.
- Хрипунов, Михаил Георгиевич (1889—1983) — российский военный и деятель Белой эмиграции, генерал-майор Донской армии.
- Ульянов, Григорий Константинович (1859—1912) — русский языковед, профессор, декан историко-филологического факультета и ректор Императорского Варшавского университета (1899—1904).